# Lituania
Lituania (în lituaniană Lietuva; ), oficial Republica Lituania (în lituaniană Lietuvos Respublika), este o țară din Europa de Nord. Unul din cele trei state baltice, ea se situează pe malul sud-estic al Mării Baltice, având frontieră maritimă cu Suedia și Danemarca. Pe uscat, se învecinează cu Letonia la nord, cu Belarus la est și sud, cu Polonia la sud, și cu Regiunea Kaliningrad (exclavă a Rusiei) la sud-vest. Lituania are o populație de circa 2,9 milioane de locuitori, iar capitala și cel mai mare oraș este Vilnius. Lituanienii sunt un popor baltic. Limba oficială, lituaniana, este, împreună cu letona, una din singurele două limbi din ramura baltică a familiei de limbi indo-europene care încă se mai vorbesc.
Timp de secole, malurile sud-estice ale Mării Baltice au fost locuite de diferite triburi baltice. În anii 1230, teritoriul actual al Lituaniei a fost unificat de către Mindaugas, regele Lituaniei, și a apărut primul stat lituanian unit, Regatul Lituaniei, la 6 iulie 1253. În secolul al XIV-lea, Marele Ducat al Lituaniei era cea mai mare țară din Europa; actualele state Lituania, Belarus, Ucraina, precum și părți din Polonia și Rusia erau teritorii ale Marelui Ducat. Odată cu Unirea de la Lublin din 1569, Lituania și Polonia au format o uniune voluntară, Uniunea Polono-Lituaniană. Aceasta a durat timp de peste două secole, până când puterile vecine au dezmembrat-o sistematic între 1772–1795, Imperiul Rus anexând mare parte din teritoriul Lituaniei.
În timp ce Primul Război Mondial se apropia de sfârșit, Actul de Independență al Lituaniei a fost semnat la 16 februarie 1918, declarând înființarea statului suveran Lituania. Începând cu 1940, Lituania a fost ocupată mai întâi de Uniunea Sovietică și apoi de Germania Nazistă. Spre sfârșitul celui de al Doilea Război Mondial, în 1944, germanii s-au retras și Uniunea Sovietică a reocupat Lituania. La 11 martie 1990, cu un an înaintea desființării formale a Uniunii Sovietice, Lituania a devenit prima republică sovietică care s-a declarat independentă, ceea ce a dus la restaurarea statului independent Lituania.
Lituania este membră a Uniunii Europene, a Consiliului Europei, membru deplin al Spațiului Schengen și al NATO. Este membră și a Băncii Nordice de Investiții și a cooperării Nordic-Baltice cu alte țări nord-europene. Indicele Dezvoltării Umane calculat de ONU listează Lituania drept țară cu „dezvoltare umană foarte ridicată”. Lituania s-a numărat printre economiile UE cu cea mai rapidă creștere și se află pe locul 24 în lume la Indicele Ușurinței Afacerilor. La 1 ianuarie 2015, Lituania a adoptat euro ca monedă oficială, devenind astfel al 19-lea membru al zonei Euro.

## Istorie

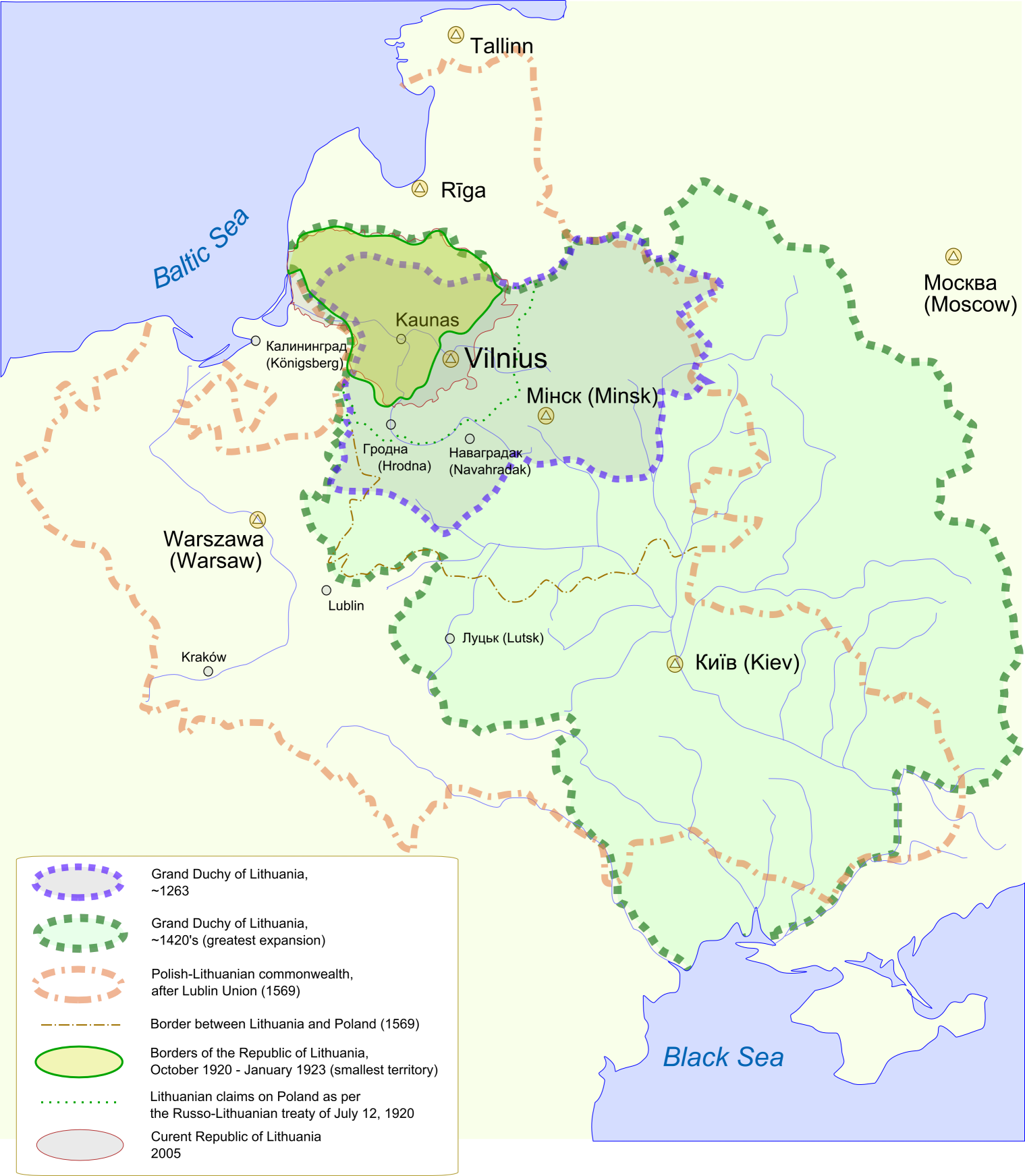
Hartă a schimbărilor teritoriale ale Lituaniei din secolul al XIII-lea până astăzi.

### Preistorie
Primii oameni s-au așezat pe teritoriul actual al Lituaniei după ultima eră glaciară în mileniul X î.e.n. De-a lungul a o mie de ani, indo-europenii, sosiți în mileniile al III-lea–al II-lea î.e.n., s-au amestecat cu populația locală și au format diferitele triburi baltice. 

### Evul Mediu
Prima atestare scrisă a Lituaniei se găsește într-un manuscris german medieval, Analele Quedlinburgului, într-o înregistrare datată 9 martie 1009.
Locuită la început de triburi baltice fragmentate, în deceniul anilor 1230 teritoriile lituaniene au fost unificate de către Mindaugas, încoronat rege al Lituaniei la 6 iulie 1253. După asasinarea sa în 1263, Lituania păgână a devenit țintă a cruciadelor creștine ale Cavalerilor Teutoni și ale Ordinului Livonian. În ciuda devastatoarei lupte seculare cu cavalerii, Marele Ducat al Lituaniei s-a extins rapid, cucerind fostele principate slave ale Rusiei Kievene.
Până la sfârșitul secolului al XIV-lea, Lituania a fost una din cele mai mari țări din Europa și cuprindea Belarusul și Ucraina actuale, precum și părți care astăzi sunt în Polonia și Rusia. Situația geopolitică între vest și est a determinat caracterul multicultural și multiconfesional al Marelui Ducat al Lituaniei. Elita conducătoare practica toleranță religioasă, iar slavona era folosită ca limbă auxiliară latinei pentru documentele oficiale.

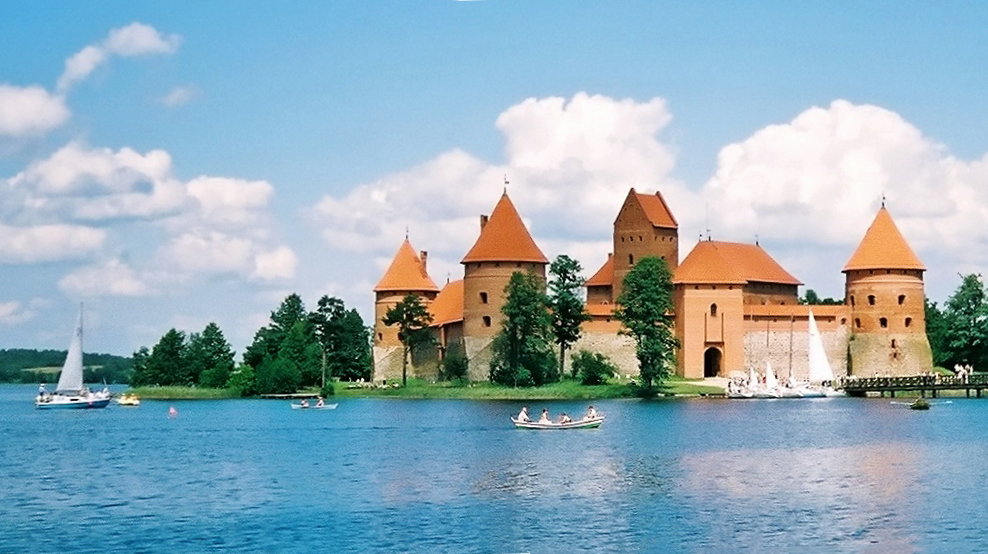
Castelul de pe Insula Trakai

Bătălia de la Grunwald cu Vytautas cel Mare în centru

În 1385, marele duce Jogaila a acceptat oferta Poloniei de a-i deveni rege. Jogaila s-a angajat în creștinarea treptată a Lituaniei și a creat o uniune personală între Polonia și Lituania. Lituania și-a păstrat independența, fiind una dintre ultimele regiuni păgâne ale Europei care au trecut la creștinism.
După două războaie civile, Vytautas cel Mare a devenit mare duce al Lituaniei în 1392. În timpul domniei lui, Lituania a ajuns la apogeul expansiunii teritoriale, a început centralizarea statului, iar nobilimea lituaniană a căpătat un rol din ce în ce mai important în politica de stat. În marea bătălie de pe râul Vorskla din 1399, forțele combinate ale lui Toktamiș și Vytautas au fost învinse de mongoli. Datorită strânsei cooperări, armatele Lituaniei și Poloniei au obținut apoi o mare victorie împotriva cavalerilor teutoni în 1410 în bătălia de la Grunwald, una dintre cele mai mari confruntări din istoria medievală a Europei.
După moartea lui Jogaila și a lui Vytautas, nobilimea lituaniană a încercat să rupă uniunea între Polonia și Lituania, alegând independent mari duci din dinastia Jagiellonă. Dar, la sfârșitul secolului al XV-lea, Lituania a fost obligată să caute o alianță mai strânsă cu Polonia după ce puterea crescândă a Marelui Cnezat al Moscovei a început să amenințe principatele slave ale Lituaniei și a declanșat o serie de războaie lituano-moscovite și Războiul Livonian.

### Istoria modernă
Uniunea Polono–Lituaniană a fost înființată în 1569. Ca membră a Uniunii, Lituania și-a menținut instituțiile, inclusiv o armată, o monedă și legi locale separate. În cele din urmă, polonizarea a afectat toate aspectele vieții lituaniene: politică, lingvistică, culturală, și chiar și identitatea națională. Între mijlocul secolului al XVI-lea și mijlocul secolului al XVII-lea, cultura, arta și educația au înflorit, alimentate de Renaștere și de Reforma Protestantă. Din 1573, regii Poloniei, în același timp mari duci ai Lituaniei, au fost aleși de nobilime, care a primit Libertățile de Aur, din ce în ce mai largi. Aceste libertăți, în special cea de liberum veto, a dus la anarhie și în cele din urmă la disoluția statului.
În timpul Războaielor Nordului (1655–1661), teritoriul și economia Lituaniei au fost devastate de armata suedeză. Înainte să-și poată reveni, Lituania a fost devastată apoi din nou de Marele Război al Nordului (1700–1721). Războiul, o epidemie de ciumă, și o foamete s-au soldat cu moartea a circa 40% din populația țării. Puterile străine, în special Rusia, au început să domine politica internă a Uniunii. Numeroase facțiuni din sânul nobilimii au utilizat Libertățile de Aur pentru a bloca orice reformă. În cele din urmă, Uniunea a fost divizată în 1772, 1792 și 1795 de către Imperiul Rus, Prusia, și Austria Habsburgică.
Cea mai mare parte a teritoriului lituanian a devenit parte a Imperiului Rus. După eșecul răscoalelor din 1831 și 1863, autoritățile țariste au implementat mai multe politici de rusificare. Au interzis presa lituaniană, au închis instituțiile culturale și educative, și au integrat Lituania într-o nouă regiune administrativă denumită Kraiul de Nord-Vest. Rusificarea a eșuat datorită unei rețele extinse de contrabandă cu cărți și a școlirii clandestine a copiilor lituanieni.
După Războiul Ruso-Turc (1877–1878), când diplomații germani au transferat înapoi Turciei ceea ce părea a fi pradă de război a Rusiei, relația dintre Rusia și Imperiul German s-a complicat. Imperiul Rus a reluat construcția de cetăți la marginea sa vestică împotriva unei potențiale invazii germane dinspre vest. La 7 iulie 1879, țarul rus Alexandru al II-lea a aprobat propunerea armatei de a construi cea mai mare structură defensivă de „clasa întâi” din toată țara – cetatea Kaunas de 65 km². Un număr mare de lituanieni a plecat în Statele Unite în anii 1867–1868 după o foamete. Renașterea Națională Lituaniană a pus bazele națiunii moderne Lituaniene și unui stat lituanian independent.

### Secolele al XX-lea și al XXI-lea

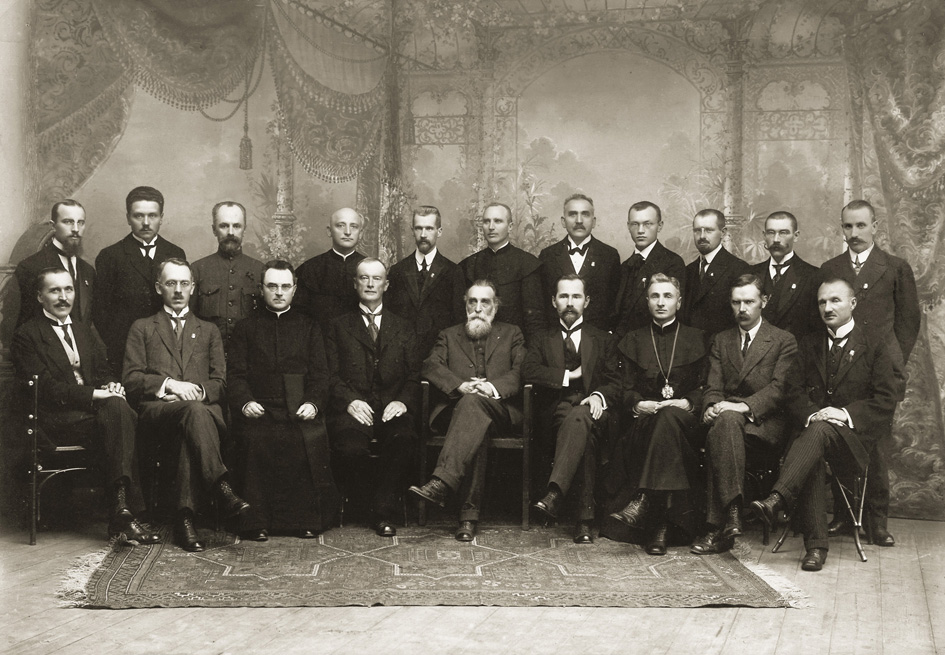
Cei 20 de membri ai Consiliului Lituaniei după semnarea Actului de Independență a Lituaniei, la 16 februarie 1918.

În timpul Primului Război Mondial, Consiliul Lituaniei (Lietuvos Taryba) a proclamat independența Lituaniei și reînființarea statului lituanian la 16 februarie 1918. Politica externă a Lituaniei a fost dominată de dispute teritoriale cu Polonia și Germania. Regiunea Vilnius cu orașul Vilnius, capitala istorică a Lituaniei (și capitala proclamată prin Constituție), au fost ocupate de armata polonă în timpul Revoltei lui Żeligowski din octombrie 1920 și anexate doi ani mai târziu de Polonia. Timp de 19 ani, Kaunas a fost capitală temporară a Lituaniei. Controlul polonez asupra Vilniusului a fost acerb contestat de Lituania; nu au existat relații diplomatice între cele două țări în mare parte a perioadei interbelice.
Anexată în timpul Revoltei de la Klaipėda din 1923, Regiunea Klaipėda (în germană, Memelland⁠(d)) a fost cedată Germaniei după ultimatumul german în martie 1939. De-a lungul perioadei interbelice, chestiunile interne ale Lituaniei au fost controlate de autoritarul președinte Antanas Smetona și de partidul său, Uniunea Naționalistă Lituaniană, care au ajuns la putere după lovitura de stat din 1926.

#### 1939–1941
Uniunea Sovietică a retrocedat Vilniusul Lituaniei după invazia sovietică a Poloniei de Est din septembrie 1939. În iunie 1940, Uniunea Sovietică a ocupat și a anexat Lituania în conformitate cu protocolul adițional secret al Pactului Ribbentrop–Molotov. Ocupația a fost urmată de arestări și deportări în masă, din Lituania fiind îndepărtați 34.000 de cetățeni. Conform unui oficial lituanian, acesta a fost începutul unei acțiuni ce urma să îndepărteze 700.000 de persoane din Lituania.:48

#### 1941–1944
Un an mai târziu, Uniunea Sovietică a fost atacată de Germania Nazistă, ceea ce a dus la ocupația nazistă a Lituaniei. Germanii și colaboratorii lor:54–56 au început crimele imediat în Lituania, înainte de 1 decembrie 1941, peste 120.000 de evrei lituanieni fiind uciși.:110
În timpul ocupației, germanii au adunat și au ucis intelectuali, ofițeri ai armatei, romi și circa 190.000 de evrei din Lituania (91-95% din comunitatea evreiască antebelică) în timpul Holocaustului.
10 din cele 25 de batalioane lituaniene de poliție, colaborând cu Einsatzkommando⁠(d)-urile naziste, au fost implicate în crime în masă. Se crede că acestea au executat 78.000 de persoane.:148
Au existat partizani lituanieni, foarte puțini susținându-i pe comuniști. Soldații armatei lituaniene, incluși în Corpul 29 Pușcași al Armatei Roșii au dezertat ori s-au predat germanilor în iunie 1941, ca urmare unitatea lituaniană fiind desființată în august 1941.

#### 1944–1991
După retragerea forțelor germane, sovieticii au restabilit anexarea Lituaniei în 1944. În urma modificărilor de frontieră convenite la Conferința de la Potsdam din 1945, fostul Memelland⁠(d) german, cu portul la Marea Baltică Memel (în lituaniană, Klaipėda), a revenit la Lituania, care în 1945 a fost declarată Republică Sovietică Socialistă. Majoritatea localnicilor germani fugiseră în ultimele luni ale celui de al Doilea Război Mondial.
Sovieticii au început Soviet deportations from Lithuania⁠(en)[traduceți] în Siberia, naționalizarea completă, colectivizarea și sovietizarea generală a vieții cotidiene. Între 1944 și 1952 circa 100.000 de partizani lituanieni⁠(en)[traduceți] au dus un război de gherilă contra sistemului sovietic. Circa 30.000 de partizani și susținători ai lor au fost uciși, mult mai mulți fiind arestați și deportați în gulagul siberian. Se estimează că Lituania a pierdut 780.000 de locuitori în al Doilea Război Mondial.
Politicile de perestroika și glasnost de la sfârșitul anilor 1980 au permis apariția Sąjūdis⁠(en)[traduceți], o mișcare anticomunistă pentru independență. După o victorie detașată la alegerile pentru Sovietul Suprem⁠(en)[traduceți], membrii Sąjūdis au proclamat independența Lituaniei la 11 martie 1990, prima republică sovietică ce a făcut acest pas. Uniunea Sovietică a încercat să suprime secesiunea, impunând o blocadă economică. Trupele sovietice au atacat Turnul de Televiziune din Vilnius⁠(en)[traduceți], ucigând 14 civili lituanieni și rănind alți 600 în noaptea de 13 ianuarie 1991. La 31 iulie 1991, trupele paramilitare sovietice au ucis șapte grăniceri lituanieni la frontiera cu Belarus în evenimentele denumite apoi Masacrul de la Medininkai⁠(en)[traduceți].
La 4 februarie 1991, Islanda a devenit prima țară care a recunoscut independența Lituaniei. După lovitura de stat din august, Lituania independentă a căpătat largă recunoaștere internațională și a adera la ONU la 17 septembrie 1991.

#### 1991–prezent
Ultimele trupe sovietice au părăsit Lituania la 31 august 1993 – mai devreme chiar decât cele din Germania de Est. Căutând legături mai strânse cu Occidentul, Lituania a cerut aderarea la NATO în 1994. După o perioadă de tranziție de la o economie planificată la una de piață, Lituania a devenit membru al NATO și al Uniunii Europene în primăvara lui 2004 și apoi a aderat la Spațiul Schengen la 21 decembrie 2007.

## Geografia

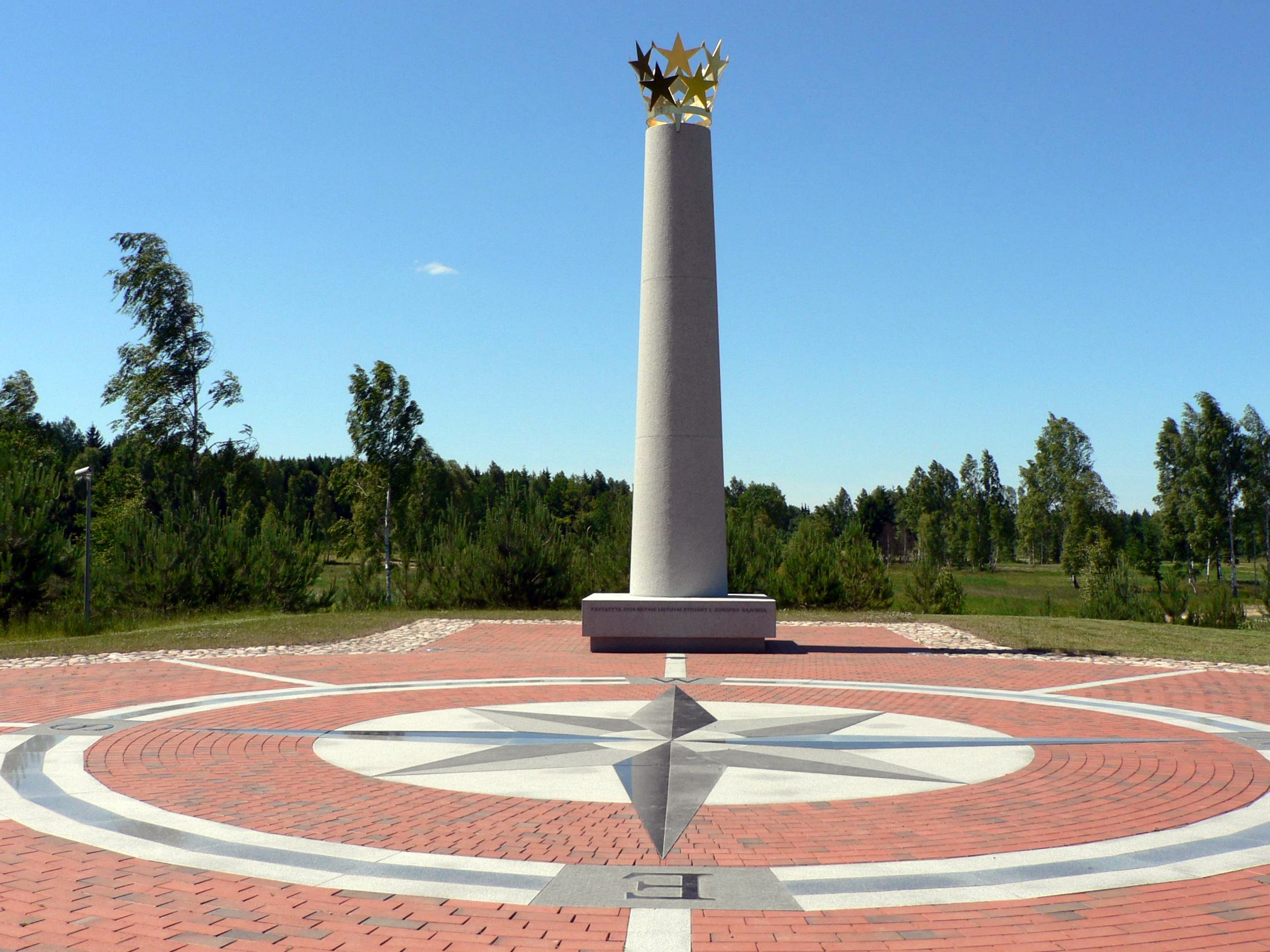
Centrul geografic al Europei este în Lituania

Lituania se află în Europa de Nord. Ea acoperă o zonă de 65,200 km2. Țara se află între paralelele de 53° și 57° latitudine nordică, și în mare parte între meridianele de 21° și 27° longitudine estică (o parte din Cordonul litoral al Curlandei se află la vest de 21°). Are circa 99 km de coastă nisipoasă, dintre care circa 38 km sunt direct la Marea Baltică, cea mai scurtă ieșire la mare dintre toate țările de la Marea Baltică; restul coastei este adăpostită de peninsula nisipoasă Curoniană. Cel mai mare port cu ape calde, Klaipėda, se află la gura îngustă a Lagunei Curoniene (în lituaniană, Kuršių marios), o lagună puțin adâncă ce se extinde în sud până la Kaliningrad. Principalul curs de apă, râul Nemunas, este navigabil, ca și unii afluenți ai săi.

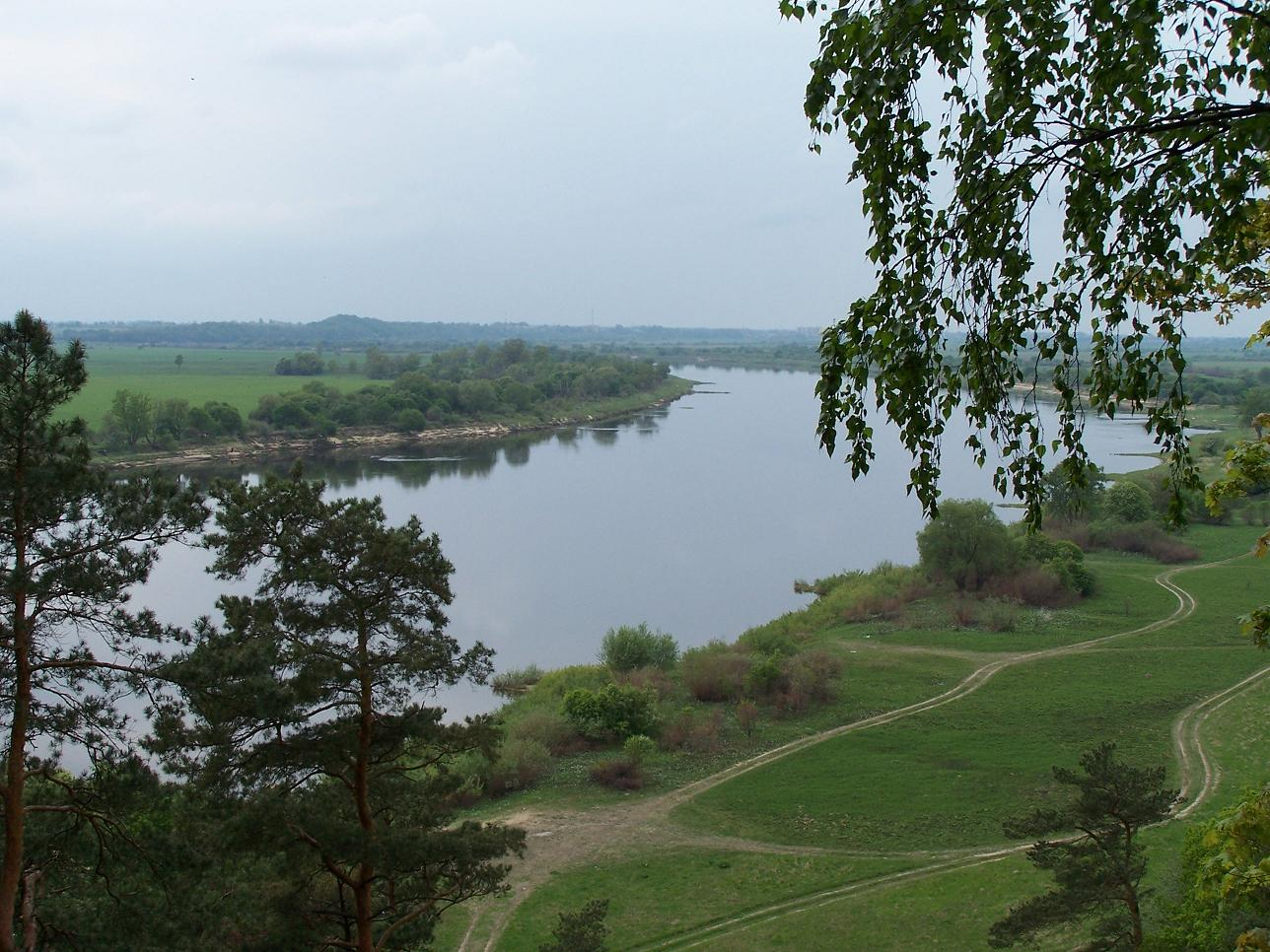
Râul Nemunas între Lituania și regiunea Kaliningrad a Rusiei.

Lituania se află la marginea Câmpiei Europei de Nord. Peisajul său a fost netezit de ghețari în ultima eră glaciară. Relieful Lituaniei alternează între câmpii moderate și dealuri; altitudinea maximă se înregistrează pe Dealul Aukštojas la 294 metri (965 ft) în estul țării. În țară există numeroase lacuri, de exemplu Lacul Vištytis, și zone umede; o zonă de păduri de amestec acoperă circa 33% din suprafața țării.
După o reestimare a limitelor continentului european în 1989, Jean-George Affholder, om de știință la Institut Géographique National (Institutul Național Geografic Francez) a calculat că centrul geografic al Europei se află la 54°54′N 25°19′E / 54.900°N 25.317°E. Metoda utilizată la calcul a fost cea a centrului de greutate al figurii geometrice a Europei. Acest punct se află în Lituania, anume la 26 kilometri (16 mi) nord de capitala Vilnius.

### Clima

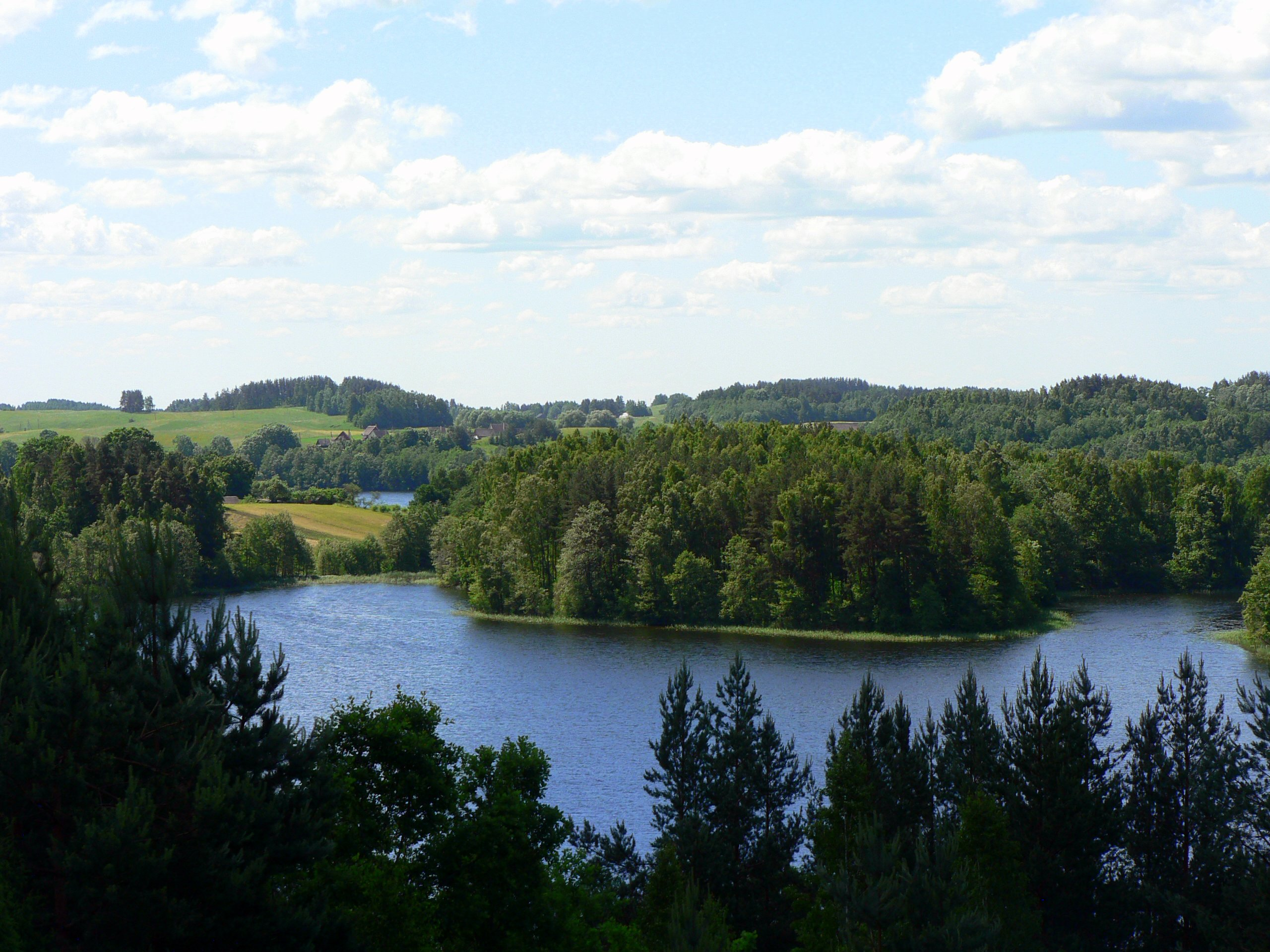
Parcul Național Aukštaitija

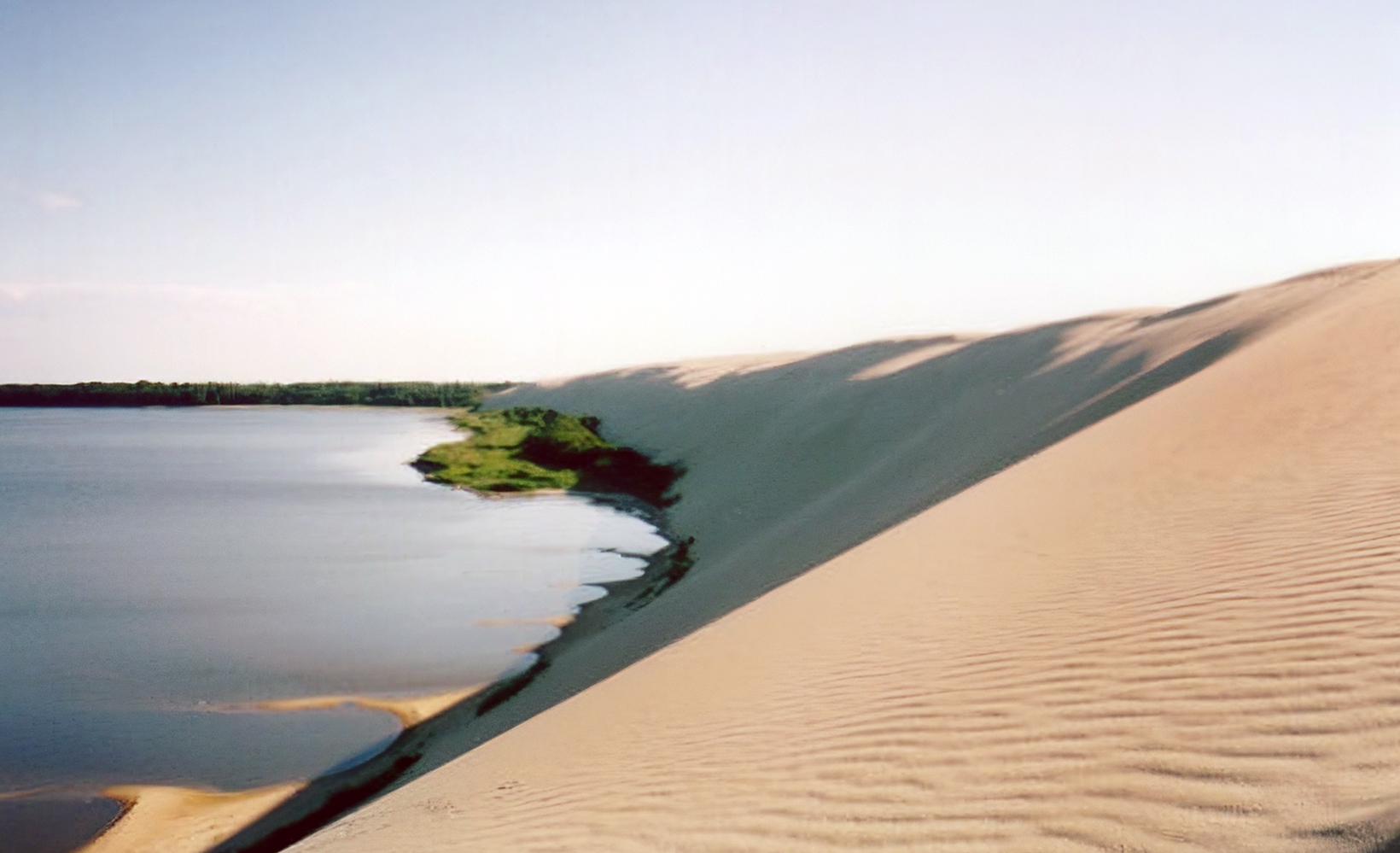
Dune de nisip pe Cordonul litoral al Curlandei (sit în patrimoniul mondial UNESCO)

Clima Lituaniei, aflată între maritimă și continentală, este relativ moderată. Temperaturile medii din zona de coastă sunt de −2.5 °C (27.5 °F) în ianuarie și 16 °C (61 °F) în iulie. În Vilnius, temperaturile medii sunt de −6 °C (21 °F) în ianuarie și 17 °C (63 °F) în iulie. În timpul verii, ziua sunt frecvente temperaturile de 20 °C (68 °F) iar noaptea, cele de 14 °C (57 °F); în trecut, temperaturile au atins maxime de 30 sau 35 °C (86 or 95 °F). Iernile pot fi foarte geroase. Minime de −20 °C (−4 °F) se înregistrează aproape în fiecare an. Extremele istorice sunt de −34 °C (−29 °F) în zonele de coastă și −43 °C (−45 °F) în estul Lituaniei.
Precipitațiile medii anuale sunt de 800 mm în zona de coastă, 900 mm în dealurile Samogiției și 600 mm în estul țării. Ninge în fiecare an, de regulă între octombrie și aprilie. În unii ani, se înregistrează precipitații mixte și în septembrie și în mai. Sezonul agricol durează 202 zile în vestul țării și 169 în est. Furtunile puternice sunt rare în est, dar frecvente în zonele de coastă.
Înregistrările de temperatură pe perioada cea mai îndelungată din zona Mării Baltice acoperă circa 250 de ani. Datele arată că au existat perioade calde în jumătatea a doua a secolului al XVIII-lea, și că secolul al XIX-lea a fost relativ rece. Încălzirea de la începutul secolului al XX-lea a culminat în anii 1930, fiind urmați de o scurtă răcire până în anii 1960. De atunci, persistă o tendință de încălzire.
Lituania a avut în 2002 o secetă care a produs incendii în păduri și turbării. Țara a suferit și un val de căldură în vara lui 2006, împreună cu restul Europei de Nord.
| Luna                                             | Ian           | Feb           | Mar           | Apr          | Mai          | Iun          | Iul          | Aug          | Sep          | Oct          | Nov          | Dec         | Anual          |
| ------------------------------------------------ | ------------- | ------------- | ------------- | ------------ | ------------ | ------------ | ------------ | ------------ | ------------ | ------------ | ------------ | ----------- | -------------- |
| Maxima medie °C (°F)                             | −1.7 (28,9)   | −1.3 (29,7)   | 2.3 (36,1)    | 9.4 (48,9)   | 16.5 (61,7)  | 19.9 (67,8)  | 20.9 (69,6)  | 20.6 (69,1)  | 15.8 (60,4)  | 9.9 (49,8)   | 3.5 (38,3)   | −0.1 (31,8) | 9,5 (49,1)     |
| Media zilnică °C (°F)                            | −3.9 (25)     | −3.5 (25,7)   | −0.1 (31,8)   | 5.5 (41,9)   | 11.6 (52,9)  | 15.2 (59,4)  | 16.7 (62,1)  | 16.1 (61)    | 12.2 (54)    | 7.0 (44,6)   | 1.8 (35,2)   | −1.7 (28,9) | 6,2 (43,2)     |
| Minima medie °C (°F)                             | −6.3 (20,7)   | −6.6 (20,1)   | −2.8 (27)     | 1.5 (34,7)   | 7.0 (44,6)   | 10.5 (50,9)  | 12.2 (54)    | 11.9 (53,4)  | 8.3 (46,9)   | 4.0 (39,2)   | 0.1 (32,2)   | −3.7 (25,3) | 2,7 (36,9)     |
| Minima istorică °C (°F)                          | −40.5 (−40.9) | −42.9 (−45.2) | −37.5 (−35.5) | −23 (−9.4)   | −6.8 (19,8)  | −2.8 (27)    | 0.9 (33,6)   | −2.9 (26,8)  | −6.3 (20,7)  | −19.5 (−3.1) | −23 (−9.4)   | −34 (−29.2) | −42,9 (−45,2)  |
| Precipitații mm (inches)                         | 36.2 (1.425)  | 30.1 (1.185)  | 33.9 (1.335)  | 42.9 (1.689) | 52.0 (2.047) | 69.0 (2.717) | 76.9 (3.028) | 77.0 (3.031) | 60.3 (2.374) | 49.9 (1.965) | 50.4 (1.984) | 47.0 (1.85) | 625,5 (24,626) |
| Sursa nr. 1: Înregistrările climatice lituaniene |               |               |               |              |              |              |              |              |              |              |              |             |                |
| Sursa nr. 2: Weatherbase                         |               |               |               |              |              |              |              |              |              |              |              |             |                |

## Politica
De la declararea restaurării independenței la 11 martie 1990, Lituania a păstrat o puternică tradiție democratică. La primele alegeri generale de după independență, la 25 octombrie 1992, 56,75% din totalul alegătorilor au susținut noua constituție⁠(d). Au existat dezbateri intense în ce o privește, în special asupra rolului președintelui. Un referendum separat⁠(d) s-a ținut la 23 mai 1992 pentru a verifica opinia publică în chestiune și 41% din alegătorii eligibili au susținut restaurarea funcției de președinte al Lituaniei⁠(d). Conform explicației Curții Constituționale a Lituaniei din 10 ianuarie 1998, Republica Lituania este o republică parlamentară cu unele atribute de sistem semiprezidențial.
Șeful statului lituanian este președintele, ales direct pentru un mandat de cinci ani, cu limită maximă de două mandate. Postul de președinte este predominant ceremonial; funcțiunile sale politice principale sunt afacerile externe și securitatea națională. Președintele este comandant suprem⁠(d) al armatei. Președintele numește și primul ministru⁠(d) și, la propunerea acestuia din urmă, restul cabinetului, precum și mai mulți înalți funcționari și judecători în toate instanțele.
Actuala șefă de stat lituaniană, Dalia Grybauskaitė, a fost aleasă la 17 mai 2009⁠(d), și a devenit prima femeie președinte din istoria țării și a doua în toate Statele Baltice, după ce Letonia a ales prima femeie președinte cu un deceniu în urmă. Dalia Grybauskaitė a fost realeasă pentru al doilea mandat în 2014⁠(d).
Judecătorii Curții Constituționale⁠(d) (Konstitucinis Teismas), cu mandate de nouă ani, sunt numiți câte trei de către președinte, de către președintele Seimasului, și de președintele Curții Supreme. Parlamentul lituanian unicameral, Seimas, are 141 de membri aleși în mandate de patru ani. 71 de membri ai acestui organism legislativ sunt aleși uninominal, iar alți 70 sunt aleși proporțional pe liste naționale. Pentru a primi un loc din cele 70 de pe liste, un partid trebuie să întrunească 5% din voturile naționale.

### Împărțirea administrativă
Împărțirea administrativă actuală a fost stabilită în 1994 și modificată în 2000 pentru a îndeplini cerințele Uniunii Europene. Lituania are o împărțire pe trei niveluri: țara este împărțită în 10 județe (în lituaniană: singular – apskritis, plural – apskritys) care la rândul lor sunt împărțite în 60 de comune (în lituaniană: singular – savivaldybė, plural – savivaldybės) care constau din peste 500 de seniorii⁠(d) (în lituaniană: singular – seniūnija, plural – seniūnijos).
Instituția guvernatorului de județ⁠(d) (în lituaniană: apskrities viršininkas) și administrațiile județene au fost dizolvate în 2010.
Comunele sunt cele mai importante unități administrative. Unele comune sunt istoric denumite „comune district” (pe scurt, „districte”), iar altele sunt denumite „comune oraș” (pe scurt, „orașe”). Fiecare comună are propria sa administrație locală aleasă. În trecut, consiliile locale se alegeau o dată la trei ani, dar astăzi alegerile se țin o dată la patru ani. Consiliul numește seniorii⁠(d) care administrează senioriile. Primarii sunt aleși direct începând cu anul 2015, până atunci ei fiind aleși de consiliu.
Senioriile, în număr de peste 500, sunt cele mai mici unități administrative și nu joacă niciun rol politic. Ele furnizează serviciile publice necesare cetățenilor aproape de domiciliul lor; de exemplu, în zonele rurale, senioriile țin registrul stării civile. Ele sunt mai active în sectorul social: identifică familiile sau persoanele nevoiașe și le distribuie ajutoare sociale sau organizează alte forme de ajutorare. Deși senioriile au potențialul de a deveni o sursă de inițiativă locală pentru abordarea problemelor rurale, există nemulțumiri că ele nu au putere reală și primesc prea puțină atenție.

### Relații externe
Lituania a devenit membră a organizației Națiunilor Unite la 18 septembrie 1991, și a aderat la mai multe organizații și acorduri internaționale. Este și membru al Uniunii Europene, Consiliului Europei, Organizației pentru Securitate și Cooperare în Europa, NATO și, în cadrul acesteia din urmă, al Consiliului Nord-Atlantic de Coordonare. Lituania a dobândit calitatea de membru al Organizației Mondiale a Comerțului la 31 mai 2001. Ea dorește să adere și la OCDE și alte organizații occidentale.
Lituania a stabilit relații diplomatice cu 149 de țări.
În 2011, Lituania a găzduit întrunirea Consiliului Ministerial al Organizației pentru Securitate și Cooperare în Europa. În 2013, Lituania a preluat Președinția prin rotație a Uniunii Europene.

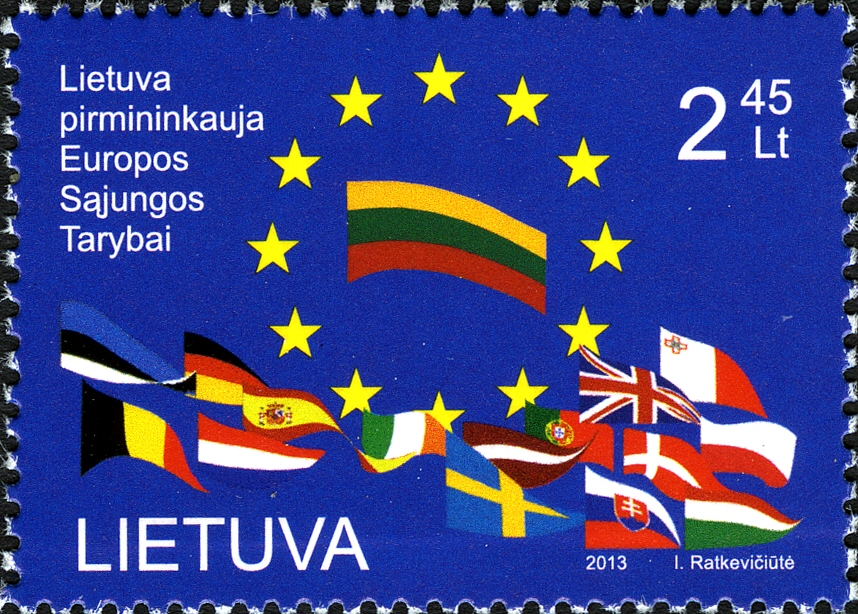
Timbru dedicat președinției lituaniene a Uniunii Europene. Poșta Lituaniei, 2013.

Lituania este și membru activ în cooperarea dintre țările Europei de Nord. Lituania este membru al Consiliului Baltic, de la înființarea acestuia în 1993. Consiliul Baltic este o organizație permanentă de cooperare internațională, cu sediul la Tallinn. Acesta funcționează prin Adunarea Baltică și prin Consiliul Baltic de Miniștri.
Lituania colaborează și cu țările nordice și cu celelalte două țări baltice în cadrul formatului NB8. Un format similar, numit NB6, reunește țările nordice și baltice membre ale UE. Scopul principal al NB6 îl reprezintă discutarea și convenirea asupra pozițiilor înainte de a le prezenta în cadrul Consiliului Uniunii Europene și reuniunilor Miniștrilor de Externe ai UE.
Consiliul Statelor de la Marea Baltică (CBSS) a fost înființat în 1992 la Copenhaga ca un forum politic regional informal, cu scopul principal de a promova procesul de integrare și de a facilita legături strânse între țările din regiune. Membrii CBSS sunt Islanda, Suedia, Danemarca, Norvegia, Finlanda, Germania, Lituania, Letonia, Estonia, Polonia, Rusia și Comisia Europeană. Membrii cu statut de observator sunt Belarus, Franța, Italia, Țările de Jos, România, Slovacia, Spania, Statele Unite ale americii, Regatul Unit și Ucraina.

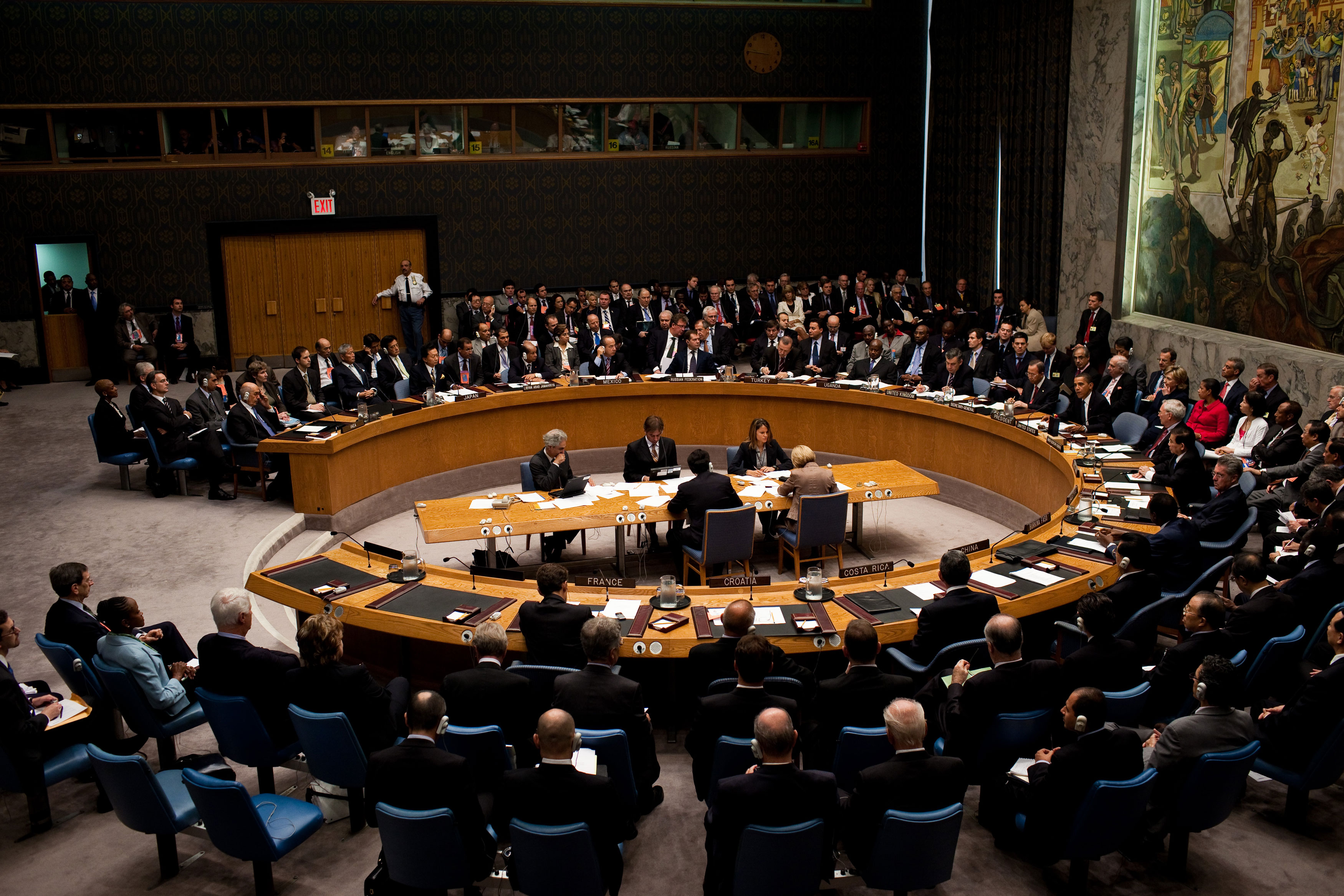
Lituania a ocupat și un loc temporar de membru al Consiliului de Securitate al ONU

Cooperarea între Consiliul Nordic de Miniștri și Lituania este o cooperare politică, prin care schimbul de experiență contribuie la îndeplinirea unor obiective comune. Una dintre funcțiile sale cele mai importante este aceea de a descoperi noi tendințe și noi posibilități de cooperare. Biroul de informare își propune să reprezinte conceptele nordice și să dovedească cooperarea nordică în Lituania.
Împreună cu celelalte două țări Baltice, Lituania este și membră a Băncii Nordice de Investiții (NIB) și cooperează în cadrul programului NORDPLUS în scop educativ.
Forumul pentru Dezvoltare baltică (BDF) este o organizație independentă non-profit care reunește companii mari, orașe, asociații de afaceri și instituțiile din regiunea Mării Baltice. În 2010 al 12-lea summit-ul al BDF a avut loc la Vilnius.
În a doua jumătate a anului 2013, Lituania deținut Președinția prin rotație a Consiliului Uniunii Europene. În 2013, Lituania a fost aleasă în Consiliul de Securitate al ONU pentru un mandat de doi ani. Lituania este primul stat Baltice ales să ocupe un astfel de loc.

### Armata

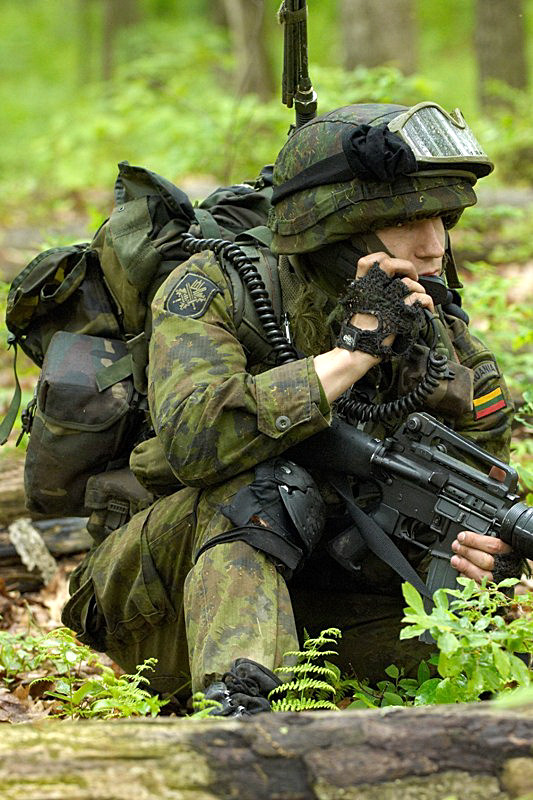
Soldat al Forțelor Lituaniene Voluntare de Apărare Națională

Forțele Armate Lituaniene reprezintă ansamblul Forțelor Terestre Lituaniene, Forțelor Aeriene Lituaniene, Forțelor Navale Lituaniene, Forței Lituaniene de Operațiuni Speciale și altor unități: Comandamentul Logistic, Comandamentul de Instruire și Doctrină, Batalionul Cartierului General și Poliția Militară. Direct subordonate Șefului Apărării sunt Forțele de Operațiuni Speciale și Poliția Militară. Forțele de Rezervă se află sub comanda Forțelor Lituaniene Voluntare de Apărare Națională.
Forțele Armate Lituaniene au în total circa 15.000 de militari activi, care poate fi susținuți și de forțe de rezervă. Serviciul militar obligatoriu a fost desființat în 2008, dar a fost reintrodus în 2015. Forțele Armate Lituaniene au personal desfășurat în misiuni internaționale în Afganistan, Kosovo, Mali și Somalia.

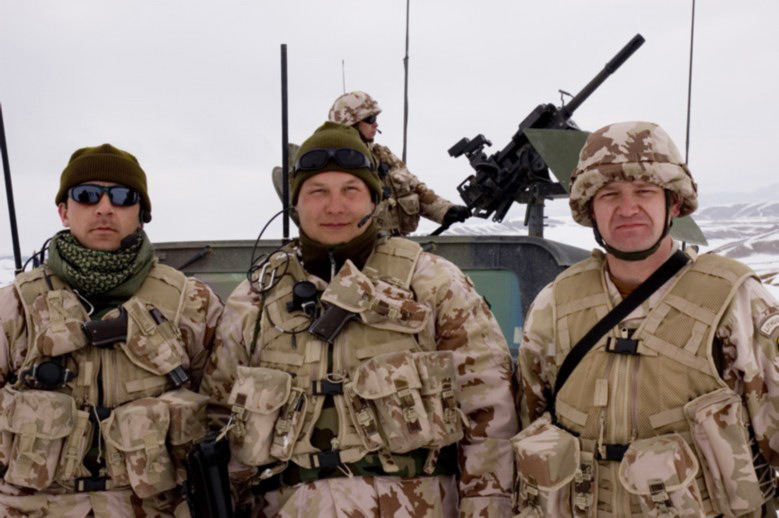
Soldați lituanieni în cadrul misiunii internaționale a NATO în Afganistan

În martie 2004, Lituania a devenit membru cu drepturi depline al NATO. De atunci, avioanele de luptă ale NATO sunt desfășurate la aeroportul Zokniai și asigură securitatea spațiului aerian Baltic.
Din vara anului 2005 Lituania a făcut parte din Forța Internațională de Asistență de Securitate în Afganistan (ISAF), ceea ce a organizat o Echipă de Reconstrucție Provincială (PRT) în orașul Chaghcharan din provincia Ghor. PRT include personal din Danemarca, Islanda și SUA. Există și unități ale forțelor de operațiuni speciale în Afganistan. Acestea sunt plasate în provincia Kandahar. De la aderarea operațiuni internaționale în 1994, Lituania a pierdut doi soldați. Lt. Normundas Valteris a căzut în Bosnia, când mașina sa de patrulă a trecut peste o mină. Sergentul Arūnas Jarmalavičius a fost rănit mortal în timpul unui atac asupra taberei Echipei sale de Reconstrucție Provincială din Afganistan.
Politica Națională de Apărare a Lituaniei are drept scop garantarea păstrării independenței și suveranității statului, a integrității teritoriului său, apelor teritoriale, spațiului aerian și ordinii constituționale. În momentul de față principalele obiective strategice sunt acela de a-și apăra interesele țării și acela de a menține forțe armate care ar fi gata să contribuie, să coopereze și să participe cu alte forțe armate ale NATO și statele membre ale Uniunii Europene, precum și acela de a-și crește capacitatea de a participa la misiuni NATO.
Ministerul Apărării este responsabil pentru forțele de luptă, de căutare și salvare, și de operațiunile de informații. 5.000 de polițiști de frontieră intră sub autoritatea Ministerului de Interne și sunt responsabili cu protecția frontierelor, regimul pașapoartelor și taxele vamale, și împarte cu Marina responsabilitatea combaterii contrabandei și traficului de substanțe interzise. Un departament special de securitate se ocupă de protecția VIP și de securitatea telecomunicațiilor.

## Economia
PIB-ul Lituaniei a trecut printr-o perioadă de creștere foarte ridicată până în 2009, atingând un apogeu de 11,1% în 2007. Ca urmare, țara a fost botezată adesea „Tigrul Baltic”. Anul 2009 a marcat însă o scădere dramatică a PIB-ului, de −14.9% pusă pe seama supraîncălzirii economiei. Ea și-a reluat însă creșterea în anul următor la un ritm mai scăzut, dar mai sustenabil, alimentat în special de cererea internă și de exporturi, și nu, ca înainte, de bulele financiare și imobiliare. Rata șomajului era de 9,1% în al treilea trimestru al anului 2014, în scădere de la 17,8% în 2010.

Lituania face parte dintr-o uniune monetară, zona euro (negru închis), și din piața unică a UE.

Lituania are o cotă unica de impozitare, care a înlocuit impozitul progresiv. Potrivit Eurostat, ratele impozitului pe venitul personal (15%) și a impozitului pe profit (15%) în Lituania sunt printre cele mai scăzute din UE. Țara are cea mai mică rată a impozitului pe capital (9,8%) din UE, și cel mai mic volum de impozitare, ca procent din PIB (27,2) din Uniunea Europeană
Nivelul veniturilor este ceva mai mic în Lituania decât în vechile state membre ale UE, dar mai mare decât în majoritatea statelor membre ale UE care au aderat în ultimul deceniu. Potrivit datelor Eurostat, PIB-ul pe cap de locuitor (PPP) s-a situat la 74% din media UE în anul 2013.
Din punct de vedere structural, există o tranziție treptată, dar consistentă către o economie bazată pe cunoaștere, cu un accent special pe biotehnologie (industrială și diagnostică). Marile companii de biotehnologie și producătoare de laseri (Ekspla, Šviesos Konversija) din țările Baltice sunt concentrate în Lituania. De asemenea, mecatronica și tehnologia informației (IT) sunt văzute ca potențiale direcții de dezvoltare a economiei bazate pe cunoaștere.
În 2009, Barclays a stabilit Centrul de Tehnologie Lituania – una din cele patru centre strategice de inginerie care sprijină operațiunile bancare Barclays de pe tot globul. În 2011, Western Union a deschis oficial noul Centru European Regional de Operațiuni de la Vilnius. Poziția exprimată de guvernul lituanian este că economia lituaniană pune accentul pe produse și servicii de înaltă valoare adăugată. Printre alte companii internaționale care operează în Lituania sunt: PricewaterhouseCoopers, Ernst & Young, Societe Generale, UniCredit, Thermo Fisher Scientific⁠(d), Phillip Morris⁠(d), Kraft Foods, Marte, Marks & Spencer, GlaxoSmithKline, United Colors of Benetton, Deichmann, Statoil, Neste Oil⁠(d), Lukoil, Tele2⁠(d), Hesburger și Modern Times Group⁠(d). TeliaSonera, ICA⁠(d) și Carlsberg dețin subsidiarele lor locale, respectiv: compania de telecomunicații Omnitel, retailerul Rimi și fabrici de bere (Švyturys, Kalnapilis și Utenos Alus). Sectorul bancar lituanian este dominat de băncile scandinave: Swedbank, SEB, Nordea, Danske Bank, DNB ASA.
Printre cele mai mari companii private lituaniene se numără: ORLEN Lietuva⁠(d), Maxima Group⁠(d), Achema⁠(d) Grup, Lukoil Baltija, Linas Agro Grup, Indorama Polimeri Europa, Palink, Sanitex. Rata impozitului pe profit în Lituania este de 15% și 5% pentru întreprinderile mici. Guvernul oferă stimulente speciale pentru investiții în sectoare de înaltă tehnologie și produse cu valoare adăugată mare. Mare parte din comerțul practicat de Lituania este cu Uniunea Europeană și cu Rusia.
Litas a fost moneda națională până în 2015, când a fost înlocuită cu euro la cursul de EUR 1.00 = LTL 3.45280. Litas a fost ținut la curs fix față de euro în acest ritm, din 2 februarie 2002.

## Infrastructura

### Telecomunicații
Potrivit site-ului Speedtest.net, la 30 octombrie 2011 Lituania ocupa primul loc în lume la viteza de upload și download pe Internet, exceptând școlile și corporațiile. Vitezele mari se datorează în mare parte faptului că Lituania are cea mai disponibilă rețea FTTH din UE și din Europa. Potrivit unui studiu anual publicat de Consiliul FTTH Europe în 2013, țara avea toate gospodăriile conectate la rețea FTTH. 31% dintre aceste gospodării erau abonate direct la această rețea la momentul publicării. Lituania are, astfel, cea mai disponibilă rețea de fibră optică din Europa și cea mai mare penetrare a FTTH. Suedia se află pe locul doi la penetrarea FTTH cu 23%.

### Transport

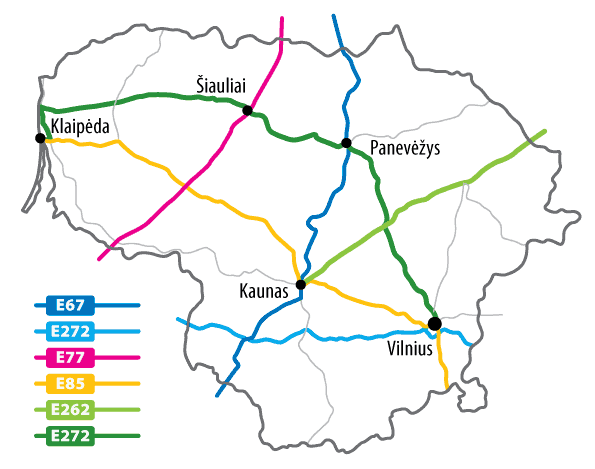
Principalele șosele din Lituania

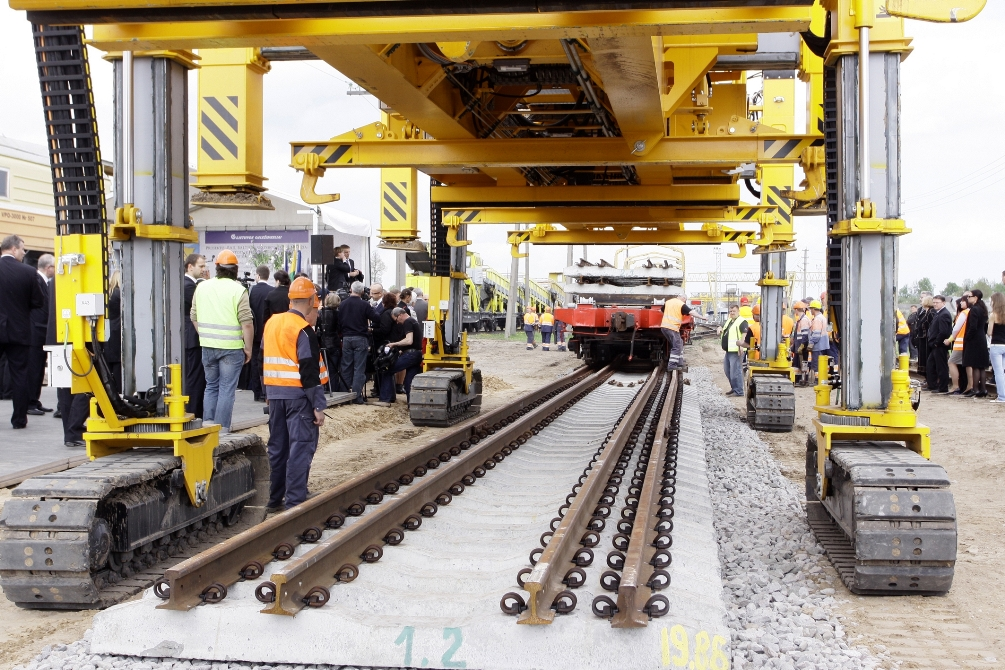
Construcția unei căi ferate cu dublu ecartament în Lituania (Proiectul Rail Baltica)

Țara are o rețea de transport bine dezvoltată pe calea ferată, prin aeroporturi și prin șosele cu patru benzi. Lituania are o rețea extinsă de autostrăzi. Cele mai cunoscute autostrăzi sunt A1, care leagă Vilnius de Klaipėda prin Kaunas, precum și A2, care leagă Vilnius de Panevėžys. Unul dintre cele mai utilizate drumuri este drumul european E67 care leagă Varșovia de Tallinn, prin Kaunas și Riga. Drumul european E85, unul din drumurile de referință pe direcția nord-sud, își are capătul la Klaipėda, pe malul lituanian al Mării Baltice.
Portul Klaipėda⁠(d) este singurul port comercial din Lituania. Într-un an record pentru port, în 2011 au fost manipulate 45,5 milioane de tone de marfă (incluzând cifrele terminalului petrolier Būtingė⁠(d)), ceea ce face ca acest port să fie unul dintre cele mai mari de la Marea Baltică.
Aeroportul Internațional Vilnius este cel mai mare aeroport. El a deservit 3,8 milioane de pasageri în 2016. Alte aeroporturi internaționale sunt Aeroportul Internațional Kaunas, Aeroportul Internațional Palanga și Aeroportul Internațional Šiauliai.
Lituania a primit prima sa legătură feroviară la jumătatea secolului al XIX-lea, când s-a construit calea ferată Varșovia–Sankt Petersburg. Ea cuprindea și extensii de la Daugavpils la Vilnius și de la Kaunas la Virbalis. Primul tunel feroviar de la Kaunas, unicul încă în funcțiune în Țările Baltice a fost terminat în 1860. Principala rețea a Căilor Ferate Lituaniene constă din 1,749 km de cale ferată cu ecartament larg de 1,520 mm dintre care 122 km sunt electrificați. Compania operează și 22 km de cale ferată cu ecartament standard. Calea ferată trans-europeană cu ecartament standard Rail Baltica, pe ruta Helsinki–Tallinn–Riga–Kaunas–Varșovia cu legătură mai departe către Berlin este în construcție.

### Energie

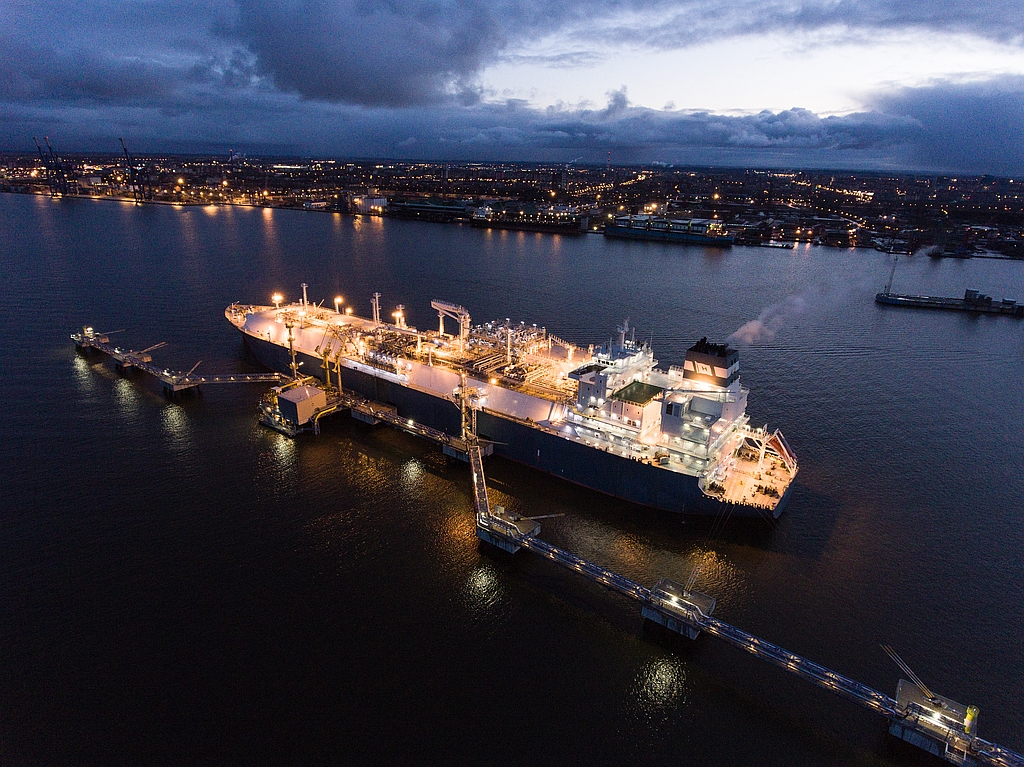
în portul Klaipėda

Diversificarea sistematică a resurselor și importurilor de energie este strategia energetică principală a Lituaniei. Scopurile pe termen lung sunt definite în Strategia pentru Independență Energetică Națională adoptată în 2012 de Lietuvos Seimas. Se estima că inițiativele de independență energetică vor costa 6,3–7,8 miliarde de euro și vor produce economii de 0,9–1,1 miliarde de euro anual.
După închiderea centralei nucleare de la Ignalina, Lituania a devenit din exportator de electricitate, importator. Unitatea 1 a fost închisă în decembrie 2004, ca precondiție pentru aderarea la Uniunea Europeană; Unitatea 2 a fost închisă la 31 decembrie 2009. S-au făcut propuneri de construire a unei noi centrale nucleare la Visaginas⁠(d). Un referendum consultativ ținut în octombrie 2012 a redus însă perspectivele acestui proiect, întrucât 63% din votanți au respins proiectul unei noi centrale nucleare.
Sursa primară de energie electrică a țării este termocentrala Elektrėnai⁠(d). Alte surse de energie electrică ale Lituaniei sunt Centrala de Stocare prin Pompare Kruonis⁠(d) și Hidrocentrala Kaunas⁠(d). Centrala de Stocare prin Pompare Kruonis⁠(d) este singura din Statele Baltice care poate fi folosită cu reglaj pentru o capacitate de generare de 900 MW pentru cel puțin 12 ore. În 2015, 66% din energia electrică a Lituaniei era importată. Prima centrală geotermală (Centrala Geotermală Demonstrativă Klaipėda⁠(d)) din regiunea Mării Baltice a fost construită în 2004.
Proiectul de interconectare energetică submarină Lituania–Suedia NordBalt⁠(d) și cel de interconectare electrică Lituania–Polonia LitPol Link⁠(d) au fost lansate la sfârșitul lui 2015.
Pentru a sparge monopolul Gazprom pe piața gazelor naturale din Lituania, primul terminal de import de gaze naturale lichefiate (Klaipėda LNG FSRU⁠(d)) din zona baltică a fost construit în portul Klaipėda în 2014. Terminalul de gaze naturale Klaipėda a fost botezat Independența, fapt ilustrativ pentru scopul diversificării pieței energetice din Lituania. Compania norvegiană Equinor furnizează 540 milion metru cubi (19 miliard cubic feet) de gaze naturale anual din 2015 până în 2020. Terminalul poate deservi complet întreaga cerere de pe piața Lituaniei, și pe viitor și 90% din necesarul energetic al Letoniei și Estoniei.
Conducta de gaze Polonia–Lituania⁠(d) este o conductă propusă de conectare a celor două țări, ce trebuie finalizată în 2019. În 2018, a început sincronizarea rețelelor electrice ale Statelor Baltice cu rețeaua sincronă a Europei Continentale⁠(d).
În 2016, 20,8% din energia electrică consumată în Lituania provenea din surse regenerabile.

## Demografia

Populația Lituaniei (în milioane), 1950-2016

Din perioada neolitică, locuitorii băștinași de pe teritoriul Lituaniei nu au fost înlocuiți masiv cu niciun alt grup etnic, astfel încât există o mare probabilitate că locuitorii Lituaniei de azi au păstrat compoziția genetică a strămoșilor lor relativ neperturbată de marile mișcări demografice, deși fără a fi, de fapt, izolate de acestea. Populația lituaniană pare să fie relativ omogenă, fără a se observa diferențe genetice între subgrupuri etnice.
În 2004, o analiză a ADN-ului mitocondrial pe populația lituaniană a arătat că lituanienii sunt apropiați genetic de populațiile vorbitoare de limbi slave și fino-ugrice din Europa de Nord și de Est. Analiza haplogrupului de cromozom Y SNP a arătat că lituanienii sunt cel mai apropiați de letoni și estoni.
Potrivit unor estimări din 2014, structura de vârstă a populației a fost următoarea: 0-14 ani, 13,5% (de sex masculin 243,001/feminin 230,674); 15-64 ani: 69.5% (de sex masculin 1,200,196/feminin 1,235,300); 65 ani și peste: 16.8% (de sex masculin 207,222/feminin 389,345). vârsta mediană a fost de 41,2 ani (la bărbați: 38.5, la femei: 43.7).
Lituania are o rată de fertilitate sub pragul de înlocuire⁠(d): rata totală de fertilitate⁠(d) (TFR) este de 1,29 copii născuți/femeie (estimări din 2014), una dintre cele mai scăzute din lume. În 2013, 29,5% din nașteri au fost de la femei necăsătorite. Vârsta la prima căsătorie⁠(d) în 2013 a fost de 27 de ani pentru femei și de 29,3 ani pentru bărbați.

### Grupuri etnice
Etnicii lituanieni alcătuiesc aproximativ cinci șesimi din populația țării și Lituania are cea mai omogenă populație din Statele Baltice. Conform recensământului efectuat în 2011, populația Lituaniei se ridica la 3.043.400 de locuitori, dintre care 84% sunt de etnie lituanieni care vorbesc lituaniana, limba oficială a țării. Există mai multe minorități semnificative, cum ar fi polonii (6.6%), rușii (5.8%), belarușii (1.2%) și ucrainenii (0.5%).
Polonii sunt cea mai mare minoritate, concentrată în sud-estul Lituaniei (regiunea Vilnius). Rușii sunt a doua cea mai mare minoritate, concentrată mai ales în două orașe. Ei constituie minorități considerabile în Vilnius (14%) și Klaipėda (28%), și o majoritate în orașul Visaginas (52%). Aproximativ 3.000 de romi trăiesc în Lituania, mai ales în Vilnius, Kaunas și Panevėžys; organizațiile lor fiind susținute de Departamentul pentru Emigrație și Minorități Naționale. Timp de secole, a existat și o mică comunitate tătărească care a înflorit în Lituania.
Limba oficială este limba lituaniană. Alte limbi, cum ar fi rusa, poloneza, belarusa și ucraineana, sunt vorbite în orașele mai mari, precum și pe teritoriul comunei oraș Šalčininkai⁠(d) și comunei oraș Vilnius⁠(d). Idiș este vorbită de membrii de micile comunități evreiești⁠(d) rămase în Lituania. Potrivit recensământului lituanian din 2001⁠(d), aproximativ 84% din populația țării vorbea lituaniana ca limbă maternă, 8% sunt vorbitori nativi de limba rusă și 6% de poloneză. Potrivit sondajului Eurobarometru realizat în 2012, 80% dintre lituanieni vorbesc rusa și 38% vorbesc limba engleză. În majoritatea școlilor lituaniene se predă limba engleză ca prima limbă străină, dar elevii pot studia și germana, sau, în unele școli, franceza sau rusa. Există și școli cu predare în limba rusă sau poloneză în zonele populate de aceste minorități.

### Urbanizare
A existat o constantă mișcare de populație către orașe începând cu 1990, încurajată fiind de planificarea centrelor regionale, cum ar fi Alytus, Marijampolė, Utena, Plungė⁠(d), și Mažeikiai⁠(d). La începutul secolului al XXI-lea, aproximativ două treimi din totalul populației locuia în mediul urban. În 2015, 66,5% din totalul populației trăiește în zone urbane. Cel mai mare oraș este Vilnius, urmat de Kaunas, Klaipeda, Siauliai, și Panevėžys.

### Sănătate
În 2012, speranța de viață la naștere era în Lituania de 70,7 de ani pentru bărbați și 80,7 pentru femei, iar rata mortalității infantile era de 6.2 la 1.000 de nașteri. Rata de creștere anuală a populației a crescut cu 0,3% în 2007. La 30,4 persoane la 100.000, Lituania cunoaște o creștere dramatică a sinuciderilor în perioada post-sovietică, iar acum înregistrează treia cea mai mare rată de sinucideri din lume. Lituania are și cea mai mare incidență a omuciderilor din UE.

### Religia

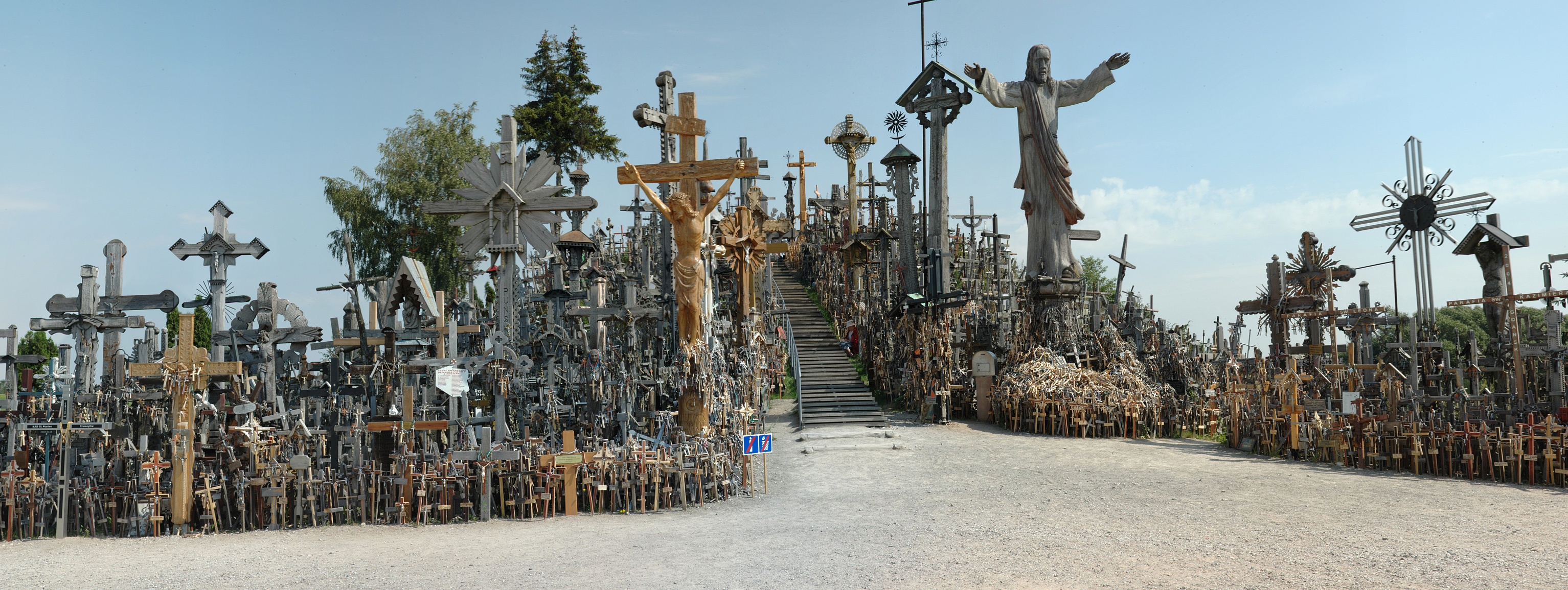
de lângă Šiauliai

Conform recensământului din 2011, 77,2% dintre lituanieni aparțineau Bisericii Romano-Catolice. Aceasta a fost religia majoritară de la creștinarea Lituaniei de la sfârșitul secolului al XIV-lea. Unii preoți au condus activ rezistența împotriva regimului comunist (fapt simbolizat de Dealul Crucilor⁠(d)).
În prima jumătate a secolului al XX-lea, biserica protestantă luterană avea în jur de 200.000 de membri, 9% din totalul populației, predominant etnici lituanieni și germani din fostul Teritoriu Memel, dar proporția lor a scăzut după 1945 odată cu eliminarea populației germane. Mici comunități protestante sunt dispersate de-a lungul părților de nord și de vest ale țării. Credincioșii și clerul avut mult de suferit în timpul ocupației sovietice, mulți oamenii fiind uciși, torturați sau deportați în Siberia. Diferite biserici protestante au stabilit misiuni în Lituania din 1990. 4,1% din populație este ortodoxă (în special în rândul minorității ruse), 0,8% sunt protestanți și 6,1% au nici o religie.
În istorie, Lituania a fost casa unei importante comunități evreiești⁠(d) și un important centru al religiei și culturii iudaice din secolul al XVIII-lea până în ajunul celui de al Doilea Război Mondial. Înainte de război, populația evreiască din afara regiunii Vilnius (care pe atunci făcea parte din Polonia), număra circa 160.000 de persoane. În septembrie 1939, zeci de mii de evrei polonezi au devenit cetățeni lituanieni după ce sovieticii au transferat regiunea Vilnius (a fostului stat polonez) la Lituania și alți evrei s-au refugiat aici în perioada dinainte de iunie 1941. Din cei aproximativ 220.000 de evrei care trăiau în Republica Lituania în iunie 1941, aproape toți au fost complet anihilați în timpul Holocaustului. Comunitatea număra aproximativ 4.000 de persoane la sfârșitul anului 2009.
Potrivit Sondajului Eurobarometru 2005, 49% dintre cetățenii lituanieni au răspuns că „cred că există un Dumnezeu”, 36% au răspuns că „cred că există un fel de spirit sau forță vitală”, iar 12% au spus că „nu cred că există nici un fel de spirit, dumnezeu, sau forță vitală”.

### Educație

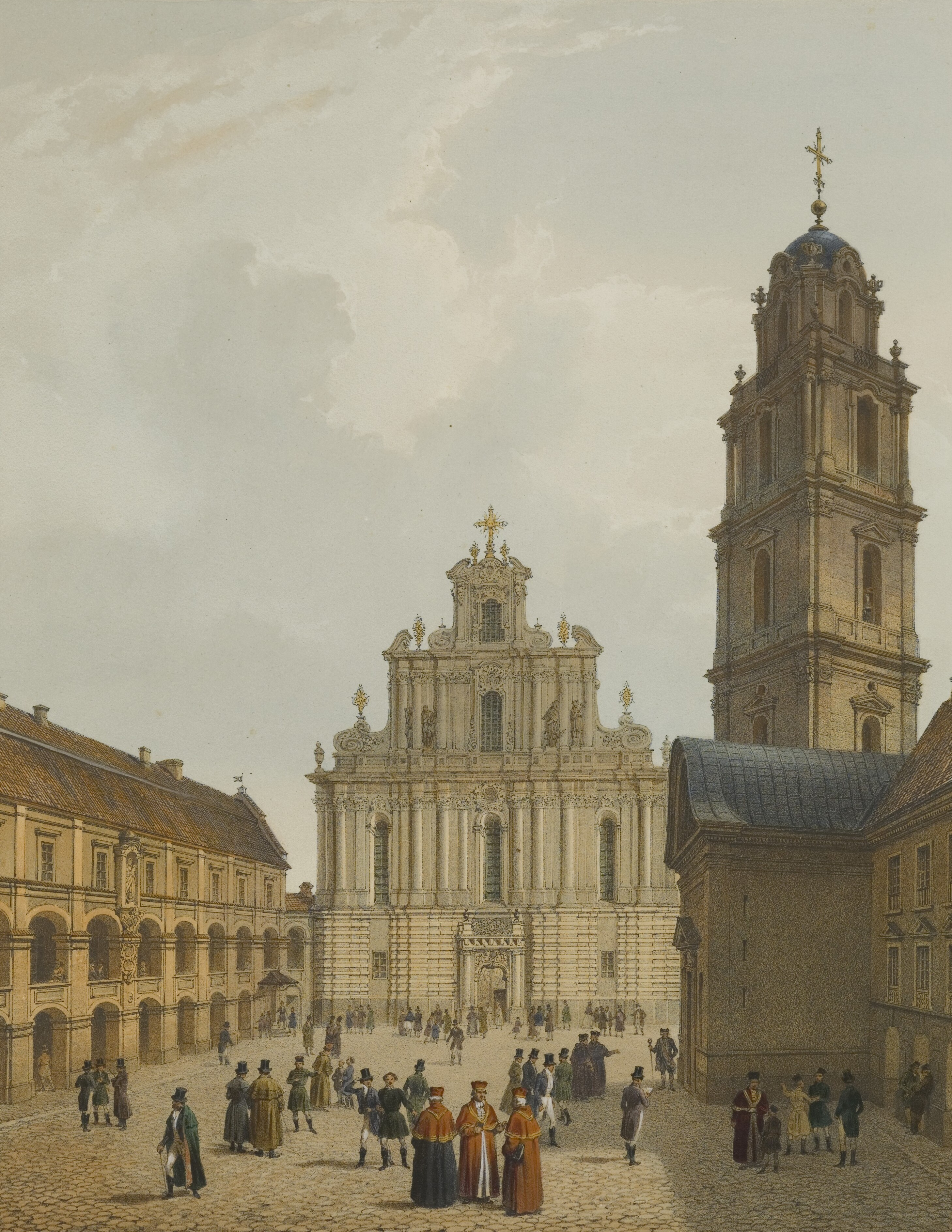
Universitatea din Vilnius, una dintre cele mai vechi universități din Europa Centrală și de Est

Prima școală atestată documentar în Lituania a fost înființată în anul 1387, la Catedrala Vilnius⁠(d). Rețeaua școlară a fost influențată de creștinarea Lituaniei⁠(d). În Evul Mediu au fost prezente mai multe tipuri de școli în Lituania – școli de pe lângă catedrale, unde elevii se pregăteau pentru preoție; școlile parohiale, care ofereau educație elementară; și școli de casă dedicate educării copiilor nobilimii lituaniene⁠(d). Înainte de înființarea Universității din Vilnius în anul 1579, lituanienii ce doreau să facă studii superioare mergeau la universități din orașe străine, între care Cracovia, Praga, Leipzig. În perioada interbelică, la Kaunas s-a înființat o universitate națională⁠(d) – Universitatea Vytautas Magnus⁠(d).
Ministerul Educației și Științei al Republicii Lituania⁠(d) propune politici și obiective educaționale naționale. Acestea sunt trimise la Seimas pentru ratificare. Legile guvernează strategia educațională pe termen lung, împreună cu legile generale privind standardele pentru învățământ superior, formare profesională, drept și științe, educația adulților și educația specială. Administratorii județeni, municipali și fondatorii de școli (inclusiv organizații non-guvernamentale, organizații religioase, persoane fizice) sunt responsabile pentru implementarea acestor politici. Prin Constituție, sunt obligatorii zece ani de studiu formal într-o instituție de învățământ până la vârsta de 16 ani.

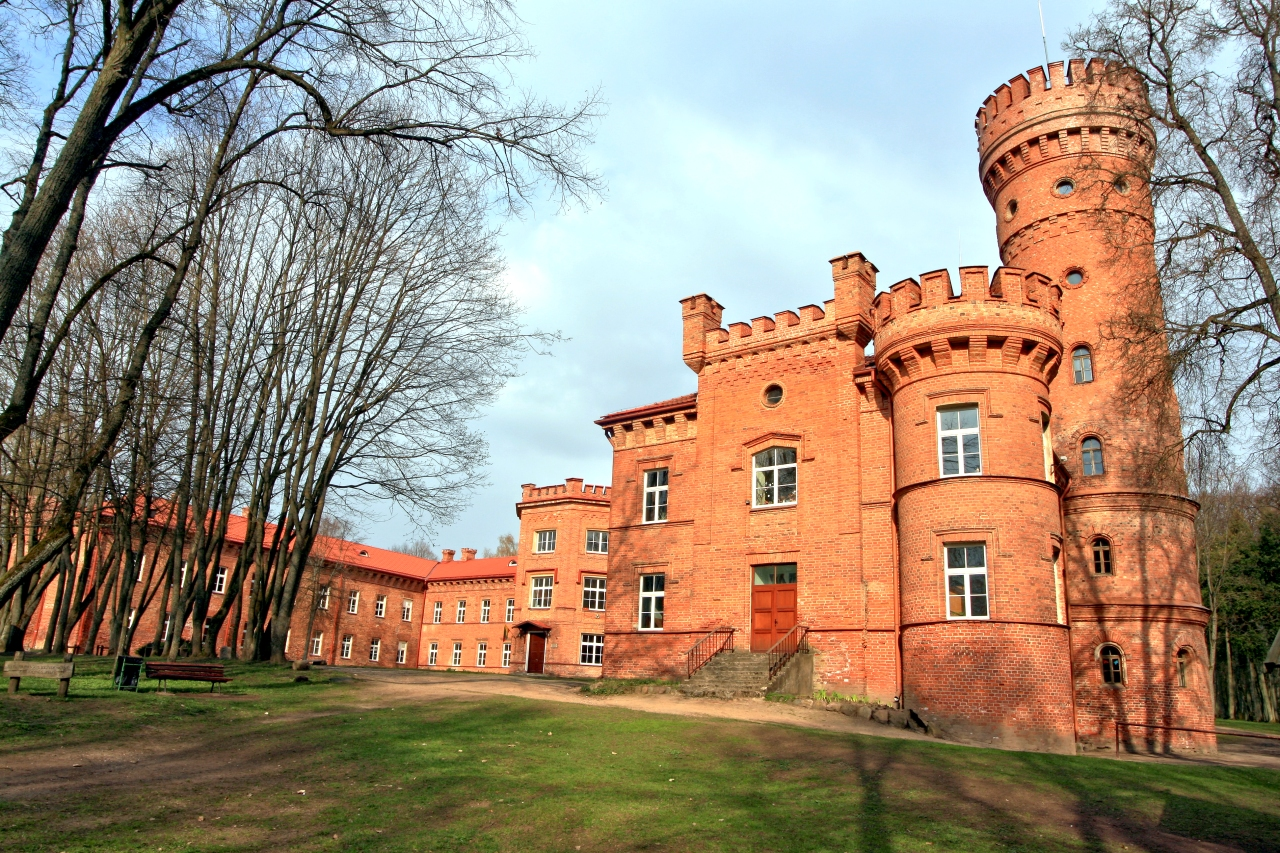
Școala Elementară situată în

14,7% din bugetul de stat pe 2014 a fost alocat pentru cheltuielile de educație. Școlile primare și secundare primesc finanțare de la stat prin intermediul administrațiilor municipale sau județene. Constituția Republicii Lituania garantează gratuitatea învățământului superior pentru studenții considerați „buni”, numărul acestor studenți fluctuând de-a lungul ultimului deceniu, în 2014 fiind scutiți de plata taxelor de studiu 53,5% din studenți.
Banca Mondială consideră că rata de alfabetizare a lituanienilor de cel puțin 15 ani este 100%  și, potrivit Eurostat, Lituania se află în fruntea clasamentului țărilor din UE la ponderea persoanelor cu studii cel puțin medii (93,3%). În 2012, 34% din populația cu vârste cuprinse între 25 și 64 de ani aveau studii superioare; 59,1% au finalizat învățământul secundar superior și educația post-secundară (non-terțiară). Conform Invest in Lithuania, Lituania are de două ori mai mulți oameni cu studii superioare decât media UE-15, proporția fiind cea mai mare din zona Mării Baltice. De asemenea, 90% dintre lituanieni vorbesc cel puțin o limbă străină și jumătate din populație vorbește două limbi străine, în special rusa și engleza.
Ca și cu alte țări Baltice, în special Letonia, volumul mare de absolvenți de învățământ superior din țară, împreună cu rata înaltă de vorbire a limbilor străine, contribuie la un brain drain al persoanelor educate. Mulți lituanieni au ales să emigreze în căutarea de salarii mari și de studii în toată Europa. De la aderarea la Uniunea Europeană în 2004, populația Lituaniei a scăzut cu aproximativ 180.000 de locuitori.
În 2008 erau 15 universități publice în Lituania, 6 instituții private, 16 colegii publice, și 11 colegii private. Universitatea din Vilnius este una dintre cele mai vechi universități din Europa de Nord⁠(d) și cea mai mare universitate din Lituania⁠(d). Universitatea Tehnică Kaunas⁠(d) este cea mai mare universitate tehnică din Statele Baltice și a doua universitate ca mărime din Lituania. Alte universități sunt Universitatea Lituaniană de Științe ale Sănătății⁠(d), Academia Lituaniană de Muzică și Teatru⁠(d), Universitatea Lituaniană de Științe ale Educației⁠(d), Universitatea Vytautas Magnus⁠(d), Universitatea Mykolas Romeris⁠(d), Academia Lituaniană de Educație Fizică⁠(d), Universitatea Tehnică Gediminas din Vilnius⁠(d), Academia Militară General Jonas Zemaitis a Lituaniei⁠(d), Universitatea din Klaipėda⁠(d), Academia Veterinară a Lituaniei⁠(d), Universitatea Lituaniană de Agricultură⁠(d), Universitatea din Šiauliai⁠(d), Academia de Artă din Vilnius⁠(d), și Universitatea Internațională LCC⁠(d).

## Cultura

### Limba lituaniană
Limba lituaniană (lietuvių kalba) este limbă oficială de stat a Lituaniei și este recunoscută ca una dintre limbile oficiale ale Uniunii Europene. Există aproximativ 2,96 de milioane de nativi vorbitori limba lituaniană în Lituania și aproximativ 0,2 milioane în străinătate.
Lituania este o limbă baltică, strâns înrudită cu letona, deși ele nu sunt reciproc inteligibile. Este scris într-o versiune adaptată a alfabetului latin⁠(d). Lituaniana este considerată a fi cea mai conservatoare din punct de vedere lingvistic dintre limbile indo-europene vorbite actualmente, ea păstrând multe caracteristici ale proto-indo-europenei.

### Literatura

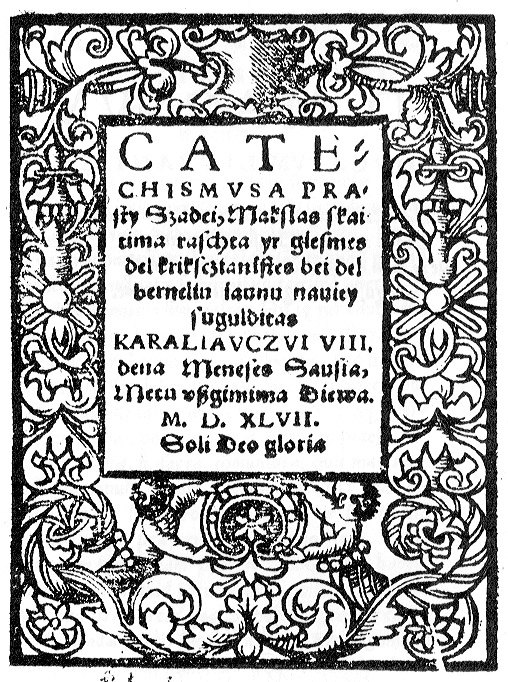
Prima carte tipărită în lituaniană,' (1547, Königsberg)

Există o mare cantitate de literatură lituaniană (în sensul de literatură publicată în Lituania) în limba latină, principala limbă academică din Evul Mediu. Edictele regelui lituanian Mindaugas constituie primul exemplu de literatură de acest gen. Scrisorile lui Gediminas⁠(d) sunt un alt important patrimoniu de scriere latină originară din Lituania.
Opere literare în limba lituaniană au început să fie publicate pentru prima dată în secolul al XVI-lea. În 1547 Martynas Mažvydas⁠(d) a compilat și a publicat prima carte tipărită în lituaniană, Simple Cuvinte de Catehism, operă ce marchează începutul literaturii lituaniene tipărite. El a fost urmat de Mikalojus Daukša cu Katechizmas. În secolele al XVI-lea și al XVII-lea, la fel ca în toată Europa Creștină, literatura lituaniană era preponderent de factură religioasă.
Evoluția literaturii lituaniene vechi (secolele al XIV-lea-al XVIII-lea) se termină cu Kristijonas Donelaitis, unul dintre cei mai importanți autori din Epoca Iluminismului. Poezia lui Donelaitis, Anotimpurile⁠(d), este un reper al literaturii lituaniene de ficțiune.
Cu un amestec de clasicism, sentimentalism⁠(d) și romantism, literatura lituaniană din prima jumătate a secolului al XIX-lea este reprezentată de Maironis, Antanas Baranauskas, Simonas Daukantas⁠(d) și Simonas Stanevičius⁠(d). În perioada în care Lituania a fost anexată de Imperiul Țarist în secolul al XIX-lea, au fost interzisă tipărirea de materiale în lituaniană⁠(d), ceea ce a dus la formarea mișcării Knygnešiai⁠(d) (contrabandiștii de carte). Această mișcare este considerată a fi motivul pentru care limba și literatura lituaniană au supraviețuit până astăzi.
Literatura lituaniană a secolului al XX-lea este reprezentată de Juozas Tumas-Vaižgantas⁠(d), Antanas Vienuolis⁠(d), Bernardas Brazdžionis⁠(d), Vytautas Mačernis și Justinas Marcinkevičius.

### Artă și muzee

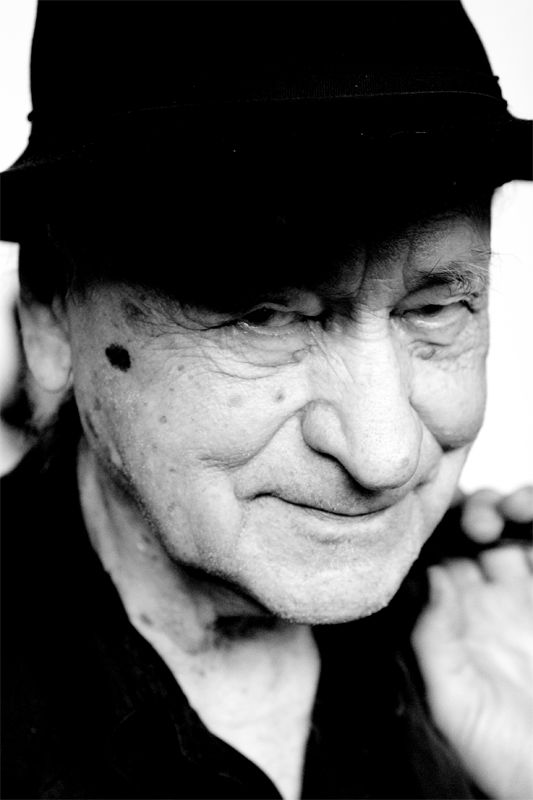
este considerat părintele cinematografiei de avangardă din Statele Unite

Muzeul de Artă al Lituaniei a fost fondat în 1933 și este cel mai mare muzeu de conservare și expunere a operelor de artă din Lituania. Printre alte muzee importante se numără Muzeul Chihlimbarului din Palanga, unde mare parte din colecție este formată din piese de chihlimbar.

### Muzica

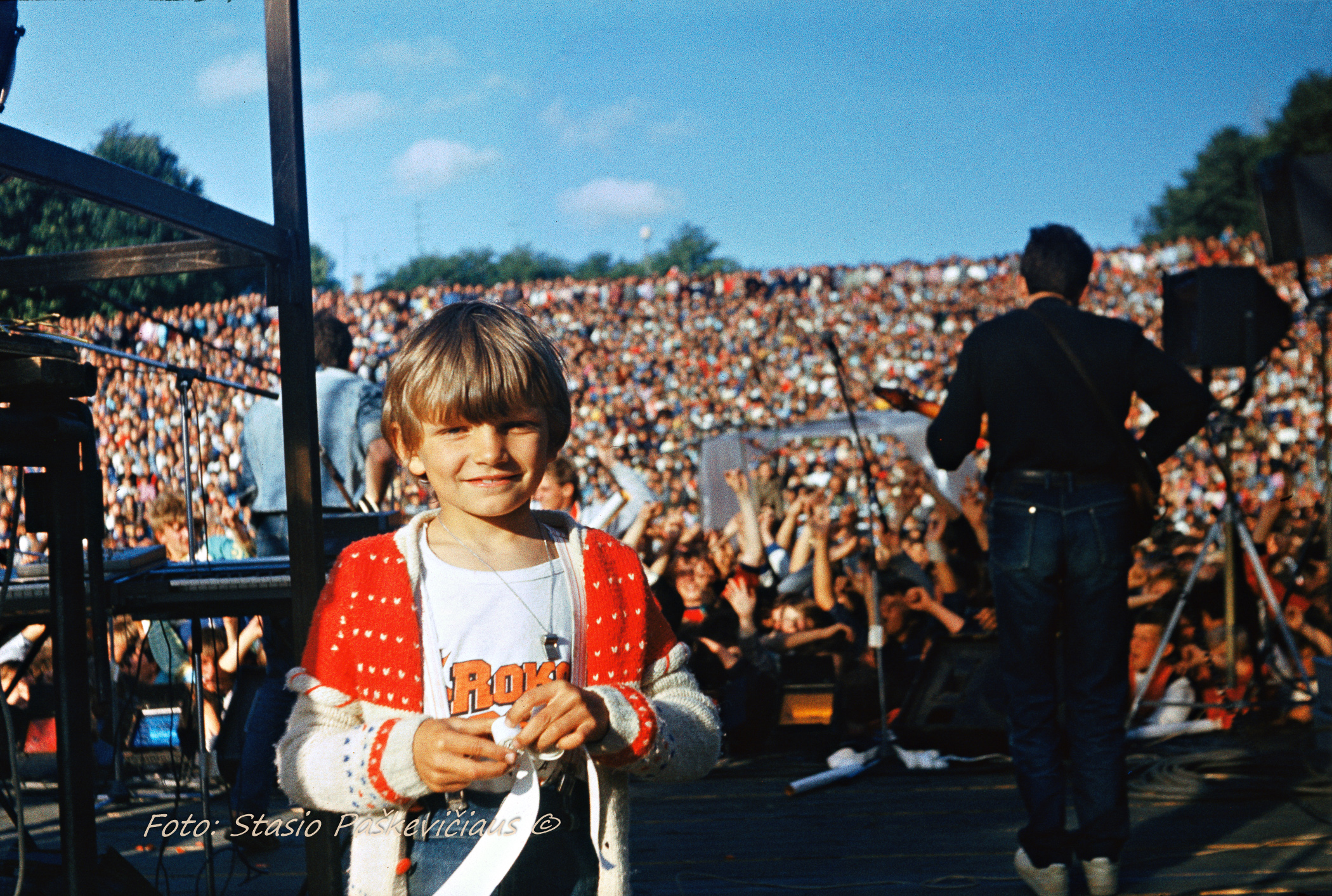
Băiat zâmbind în concert la Šiauliai.

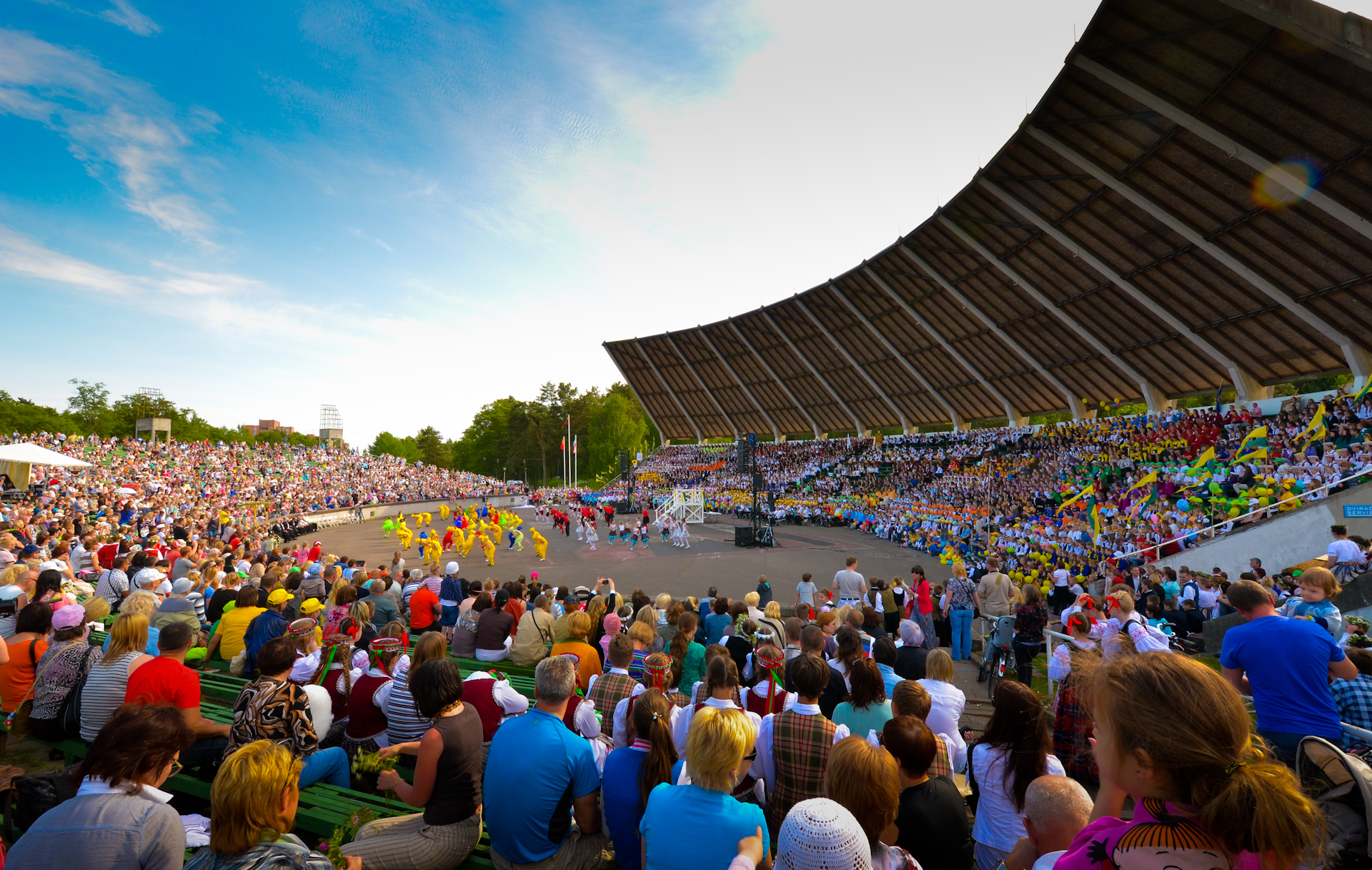
Oameni la spectacol muzical

Muzica populară lituaniană aparține ramurii muzicale baltice, care este legată de cultura neolitică a ceramicii cordate⁠(d). În zonele locuite de lituanieni se întâlnesc două culturi instrumentale: cea a instrumentelor cu coarde (kanklių⁠(d)) și cea a instrumentelor de suflat. Muzica populară lituaniană este arhaică, și este folosită în principal pentru scopuri rituale, și conține elemente ale credințelor păgâne. Există trei vechi stiluri de cântec în Lituania, legate de regiunile etnografice: monofonia⁠(d), heterofonia și polifonia. Genurile de cântec popular sunt: Sutartinės, cântece de nuntă, cântece de luptă și istorice, cântece ale anotimpurilor și cântece rituale și de muncă.
Mikalojus Konstantinas Čiurlionis⁠(d) este cel mai renumit pictor și compozitor lituanian. În scurta sa viață, el a creat aproximativ 200 de piese muzicale. Lucrările sale au avut o influență profundă asupra culturii lituaniene moderne. Poemele sale simfonice În Pădure (Miške) și Marea (Jūra) au fost interpretate doar postum⁠(d). Asteroidul 2420 Čiurlionis, identificat în 1975 a fost botezat după el. Muzeul Național de Artă M. K. Čiurlionis⁠(d) se află în Kaunas, ca și singurul muzeu militar, Muzeul de Război Vytautas cel Mare⁠(d).
Vytautas Miškinis⁠(d) (născut în 1954) este un profesor, compozitor și director al celebrului cor de băieți lituanian Ąžuoliukas⁠(d). El este foarte popular în Lituania și în străinătate; a scris peste 400 de lucrări laice și aproximativ 160 religioase.
În Lituania, muzica corală este foarte importantă. Vilnius este singurul oraș cu trei coruri laureate (Brevis, Jauna Muzika și Corul Conservatorului) la Marele Premiu European de Cântec Coral⁠(d). Există o îndelungată tradiție a Festivalului Cântecului și Dansului Lituanian (Dainų Šventė). Prima ediție a avut loc la Kaunas în 1924. Din 1990, festivalul a fost organizat la fiecare patru ani și adună circa 30.000 de cântăreți și dansatori de muzică populară de la diferite niveluri profesionale și grupe de vârstă din întreaga țară. În 2008, Festivalul de Cântecului și Dansului Lituanian, împreună cu versiunile sale letonă⁠(d) și estonă⁠(d) a fost înscris în lista UNESCO a Capodoperelor Patrimoniului Oral și Imaterial al Umanității⁠(d).
Marijonas Mikutavičius⁠(d) este renumit pentru crearea imnului sportiv neoficial al Lituaniei, "Trys milijonai" (în traducere, trei milioane).

### Bucătăria

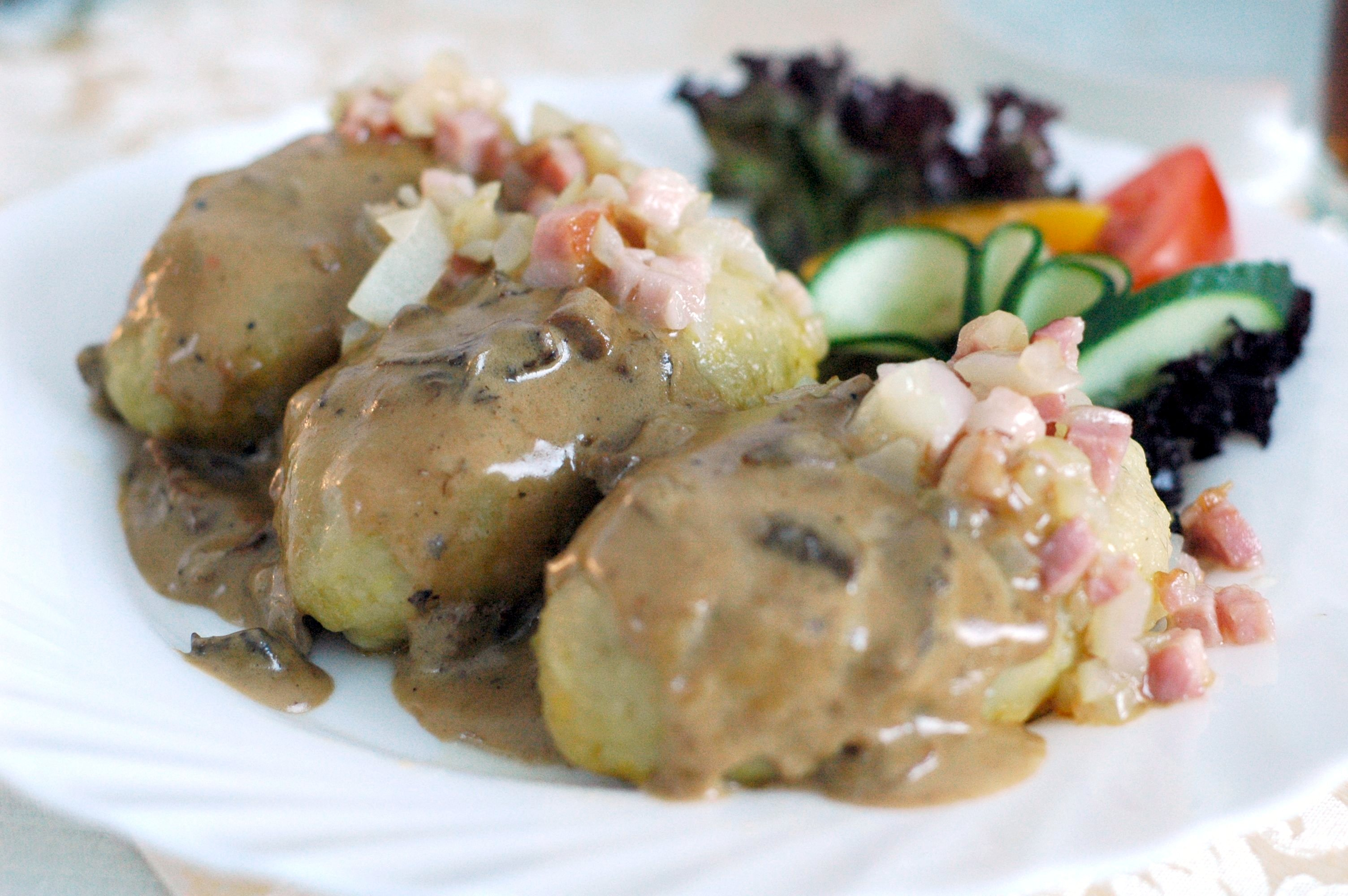
Cepelinai, un fel de mâncare pe bază de aluat din cartofi, caracteristic

Bucătăria lituaniană cuprinde produse adaptate la clima nordică și umedă a Lituaniei: orz, cartofi, secară, sfeclă, verdețuri, fructe de pădure și ciuperci⁠(d) sunt cultivate pe plan local, și produsele lactate sunt unul dintre specialitățile sale. Deoarece are același climat și aceleași practici agricole cu Europa de Nord, bucătăria lituaniană are unele similitudini cu cea scandinavă⁠(d). Cu toate acestea, ea are propriile sale caracteristici distinctive, care s-au format printr-o varietate de influențe în evoluția lungă și dificilă a istoriei.
Din cauza istoriei lor comune, lituanienii, polonezii și evreii așkenazi au în comun mai multe feluri de mâncare și de băutură, anume, versiuni similare de: colțunași (koldūnai, kreplach sau pierogi), gogoși spurgos (pączki), și clătite blynai (blini⁠(d)). Tradițiile germane⁠(d) au influențat și ele bucătăria lituaniană, introducând carnea de porc și feluri de mâncare cu cartofi, cum ar fi budinca de cartofi (kugelis sau kugel) și cârnații cu cartofi (vėdarai), precum și tortul-pom baroc cunoscut sub numele de Šakotis. Cele mai exotice din toate influențele sunt cele ale bucătăriei orientale (Karaite), în Lituania fiind populare felurile de mâncare kibinai și čeburekai. Tortul Napoleon a fost introdus în timpul trecerii lui Napoleon prin Lituania în secolul al XIX-lea.

### Sport

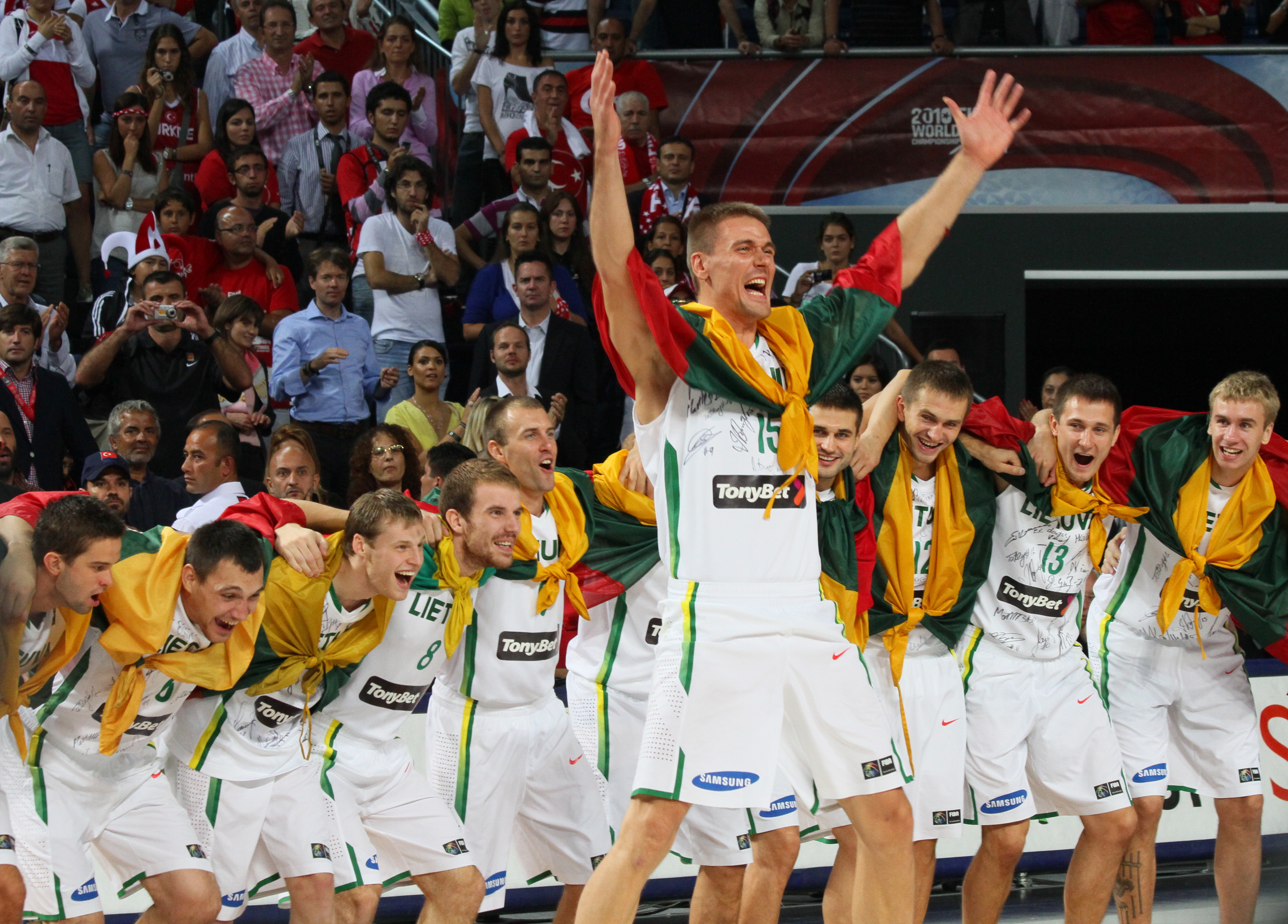
este pe locul 3 la nivel mondial în.

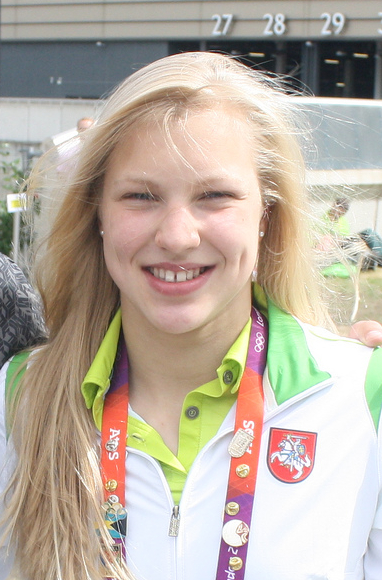
Înotătoarea Rūta Meilutytė – campioană olimpică, mondială multiplă și europeană

Baschetul este sportul național al Lituaniei. Echipa națională de baschet a avut importante succese în concursurile internaționale de baschet, după ce a câștigat Campionatul European de Baschet în trei rânduri (1937⁠(d), 1939⁠(d) și 2003⁠(d)), precum și un total de 8 medalii la Eurobasket, Campionatele Mondiale și Jocurile Olimpice. Lituania a găzduit Eurobasket în 1939 și 2011. Echipa de baschet istorică BC Žalgiris⁠(d) din Kaunas a câștigat Euroliga de baschet în 1999. Lituania a produs și o serie de jucători din NBA, între care jucătorii incluși în Naismith Memorial Basketball Hall of Fame⁠(d) Arvydas Sabonis⁠(d) și Šarūnas Marčiulionis⁠(d) și actualii jucători din NBA Donatas Motiejūnas⁠(d), Jonas Valančiūnas⁠(d), Domantas Sabonis⁠(d) și Mindaugas Kuzminskas⁠(d).
Lituania a câștigat un total de 21 de medalii la Jocurile Olimpice⁠(d), între care 6 medalii de aur la atletism, pentatlon modern, tir și natație. Mulți alți lituanieni au câștigat medalii olimpice reprezentând Uniunea Sovietică. Aruncătorul de disc Virgilijus Alekna⁠(d) este cel mai de succes sportiv olimpic al Lituaniei independente, câștigând medalii de aur la Olimpiadele de la Sydney 2000 și Atena 2004, precum și o medalie de bronz la Olimpiada de la Beijing 2008 și numeroase medalii la Campionatele Mondiale. Mai recent, medalia de aur câștigată de înotătoarea de 15 ani Rūta Meilutytė la Jocurile Olimpice de Vară din 2012 de la Londra a produs o creștere a popularității acestui sport în Lituania.
Lituania a produs sportivi remarcabili la atletism, pentatlon modern, ciclism pe șosea și în velodrom, șah, canotaj⁠(d), acrobații aeriene⁠(d), strongman⁠(d), lupte, box, arte martiale mixte, Kyokushin Karate și alte sporturi.
Câteva sportivi lituanieni sportivi au găsit succesul în sporturile de iarnă, deși infrastructura de sporturi de iarnă este puțin dezvoltată, existând câteva patinoare și pârtii de schi, între care Snow Arena⁠(d), prima pârtie de schi de interior din Țările Baltice.

## Clasamentele internaționale
Următoarele sunt pozițiile Lituaniei în clasamentele internaționale alcătuite de institute de cercetare și fundații, incluzând și producția economică și diverși indicatorii compoziți.
| Indice                                                            | Loc | Țări examinate |
| ----------------------------------------------------------------- | --- | -------------- |
| Indicele Dezvoltării Umane pentru 2015                            | 37  | 187            |
| Indicele Global Al Păcii 2016                                     | 37  | 163            |
| IDU ajustat pentru inegalitate 2015                               | 31  | 150            |
| Indicele de Percepție a Corupției 2015                            | 32  | 175            |
| Indicele Libertății Economice⁠(d) 2015                             | 15  | 167            |
| Indicele Globalizării⁠(d) 2015                                     | 35  | 207            |
| Privacy International⁠(d) 2007                                     | 34  | 45             |
| Indicele Libertății Presei de la Reporteri Fără Frontiere în 2016 | 35  | 180            |
| Indicele Pregătirii pentru Rețea⁠(d) 2015                          | 31  | 148            |
| Indicele Prosperității Legatum⁠(d) 2015                            | 41  | 142            |
| Indicele EF Competenței la Limba Engleză⁠(d) 2015                  | 26  | 70             |
| Indicele de Performanță în Logistică⁠(d) 2016                      | 29  | 160            |

## Patrimoniu mondial
Pe lista patrimoniului mondial UNESCO sunt înscrise următoarele obiective din Lituania:
- Centrul vechi istoric din Vilnius (1994)
- Istmul Curonian (2000)
- Situl arheologic de la Kernavė (2004)
- Arcul geodezic Struve (pe teritoriul Lituaniei) (2005)